# Sarre-Union
Pour les articles homonymes, voir Sarre.
Sarre-Union est une commune française située dans le département du Bas-Rhin, en région administrative Grand Est.
La ville est issue de la fusion de deux communes : Bouquenom et Neuf-Sarrewerden le 16 juin 1794 ; elle fait partie, depuis sa création, de la région historique et culturelle d'Alsace.

## Géographie

### Localisation
La commune de Sarre-Union se situe dans la région naturelle de l'Alsace bossue, partie alsacienne du plateau lorrain depuis 1793.
| Keskastel   |             | Vœllerdingen |
| Schopperten | Sarre-Union | Domfessel    |
| Harskirchen | Sarrewerden | Rimsdorf     |

### Géologie et relief
La commune se compose de 206,71 hectares de territoires artificialisés (13,39 %), 1 005,43 hectares de territoires agricoles (65,12 %) et 332,30 hectares de forêts et milieux semi-naturels (21,52 %).
Espaces naturels :
- Un espace protégé Natura 2000 :

Vallée de la Sarre, de l'Albe et de l'Isch, le marais du Francaltroff.
- Quatre zones naturelles d'intérêt écologique, faunistique et floristique (Znieff) :

Paysage agricole et forestier diversifié d'Alsace Bossue,
Bois de Bodenwald à Keskastel, Schopperten et Sarre-Union.
Vallée de la Sarre de Sarre-Union à Keskastel,
Prés-vergers d'Alsace Bossue.
- Site bioarchéologique :

Petits Jardins (rue des).
Sarre-Union est située sur un territoire vallonné, d'une altitude comprise entre 200 et 300 m, datant pour l'essentiel du Trias moyen, qui se caractérise notamment par le calcaire coquillier du Muschelkalk. On trouve aussi quelques marnes et dolomies légèrement plus récentes. Enfin, le cours de la Sarre a apporté des alluvions récentes sur son passage.

### Hydrographie et les eaux souterraines
Hydrogéologie et climatologie : Système d’information pour la gestion des eaux souterraines du bassin Rhin-Meuse :
Territoire communal : Occupation du sol (Corinne Land Cover); Cours d'eau (BD Carthage),
Géologie : Carte géologique; Coupes géologiques et techniques,
 Hydrogéologie : Masses d'eau souterraine; BD Lisa; Cartes piézométriques.
La commune est dans le bassin versant du Rhin au sein du bassin Rhin-Meuse. Elle est drainée par la Sarre, le ruisseau du Moulin, le ruisseau le Langetzelgraben, le ruisseau du Vieil Étang, le ruisseau le Leylach et le ruisseau le Metzlachgraben,.
La Sarre, d'une longueur totale de 129,2 km, est un affluent de la Moselle et donc un sous-affluent du Rhin, qui coule en Lorraine, en Alsace bossue et dans les Länder allemands de la Sarre et de Rhénanie-Palatinat. Les caractéristiques hydrologiques de la Sarre sont données par la station hydrologique située sur la commune de Diedendorf. Le débit moyen mensuel est de 7,37 m3/s. Le débit moyen journalier maximum est de 270 m3/s, atteint lors de la crue du 26 mai 1983. Le débit instantané maximal est quant à lui de 286 m3/s, atteint le même jour.

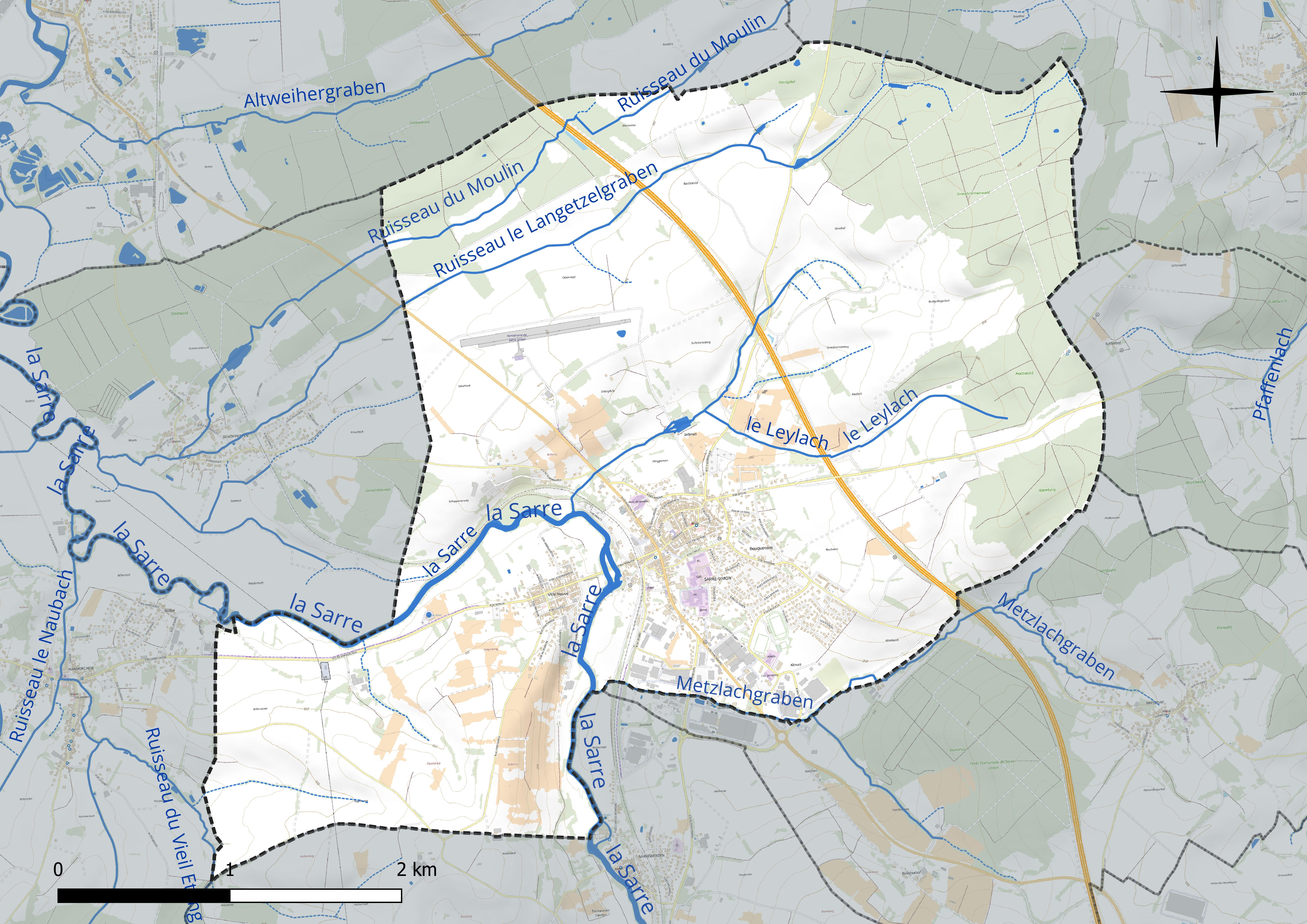
Réseau hydrographique de Sarre-Union.

Un plan d'eau complète le réseau hydrographique : l'étang de Surbronnen (0,6 ha),.

### Climat
Pour des articles plus généraux, voir Climat du Grand Est et Climat du Bas-Rhin.
En 2010, le climat de la commune est de type climat des marges montargnardes, selon une étude du Centre national de la recherche scientifique s'appuyant sur une série de données couvrant la période 1971-2000. En 2020, Météo-France publie une typologie des climats de la France métropolitaine dans laquelle la commune est exposée à un climat semi-continental et est dans la région climatique Vosges, caractérisée par une pluviométrie très élevée (1 500 à 2 000 mm/an) en toutes saisons et un hiver rude (moins de 1 °C).
Pour la période 1971-2000, la température annuelle moyenne est de 9,9 °C, avec une amplitude thermique annuelle de 17,3 °C. Le cumul annuel moyen de précipitations est de 995 mm, avec 11,7 jours de précipitations en janvier et 9,8 jours en juillet. Pour la période 1991-2020, la température moyenne annuelle observée sur la station météorologique de Météo-France la plus proche, « Berg », sur la commune de Berg à 7 km à vol d'oiseau, est de 10,4 °C et le cumul annuel moyen de précipitations est de 801,8 mm. 
La température maximale relevée sur cette station est de 37,4 °C, atteinte le 25 juillet 2019 ; la température minimale est de −16,8 °C, atteinte le 7 février 2012,,.
Les paramètres climatiques de la commune ont été estimés pour le milieu du siècle (2041-2070) selon différents scénarios d'émission de gaz à effet de serre à partir des nouvelles projections climatiques de référence DRIAS-2020. Ils sont consultables sur un site dédié publié par Météo-France en novembre 2022.

## Urbanisme

### Typologie
Au 1er janvier 2024, Sarre-Union est catégorisée bourg rural, selon la nouvelle grille communale de densité à sept niveaux définie par l'Insee en 2022.
Elle appartient à l'unité urbaine de Sarre-Union, une unité urbaine monocommunale constituant une ville isolée,. Par ailleurs la commune fait partie de l'aire d'attraction de Sarre-Union, dont elle est la commune-centre,. Cette aire, qui regroupe 12 communes, est catégorisée dans les aires de moins de 50 000 habitants,.

### Occupation des sols
L'occupation des sols de la commune, telle qu'elle ressort de la base de données européenne d’occupation biophysique des sols Corine Land Cover (CLC), est marquée par l'importance des territoires agricoles (65,2 % en 2018), en diminution par rapport à 1990 (66,7 %). La répartition détaillée en 2018 est la suivante : zones agricoles hétérogènes (25,5 %), prairies (24,7 %), forêts (21,3 %), cultures permanentes (14,7 %), zones urbanisées (8,2 %), zones industrielles ou commerciales et réseaux de communication (3,6 %), espaces verts artificialisés, non agricoles (1,7 %), terres arables (0,2 %). L'évolution de l’occupation des sols de la commune et de ses infrastructures peut être observée sur les différentes représentations cartographiques du territoire : la carte de Cassini (XVIIIe siècle), la carte d'état-major (1820-1866) et les cartes ou photos aériennes de l'IGN pour la période actuelle (1950 à aujourd'hui).

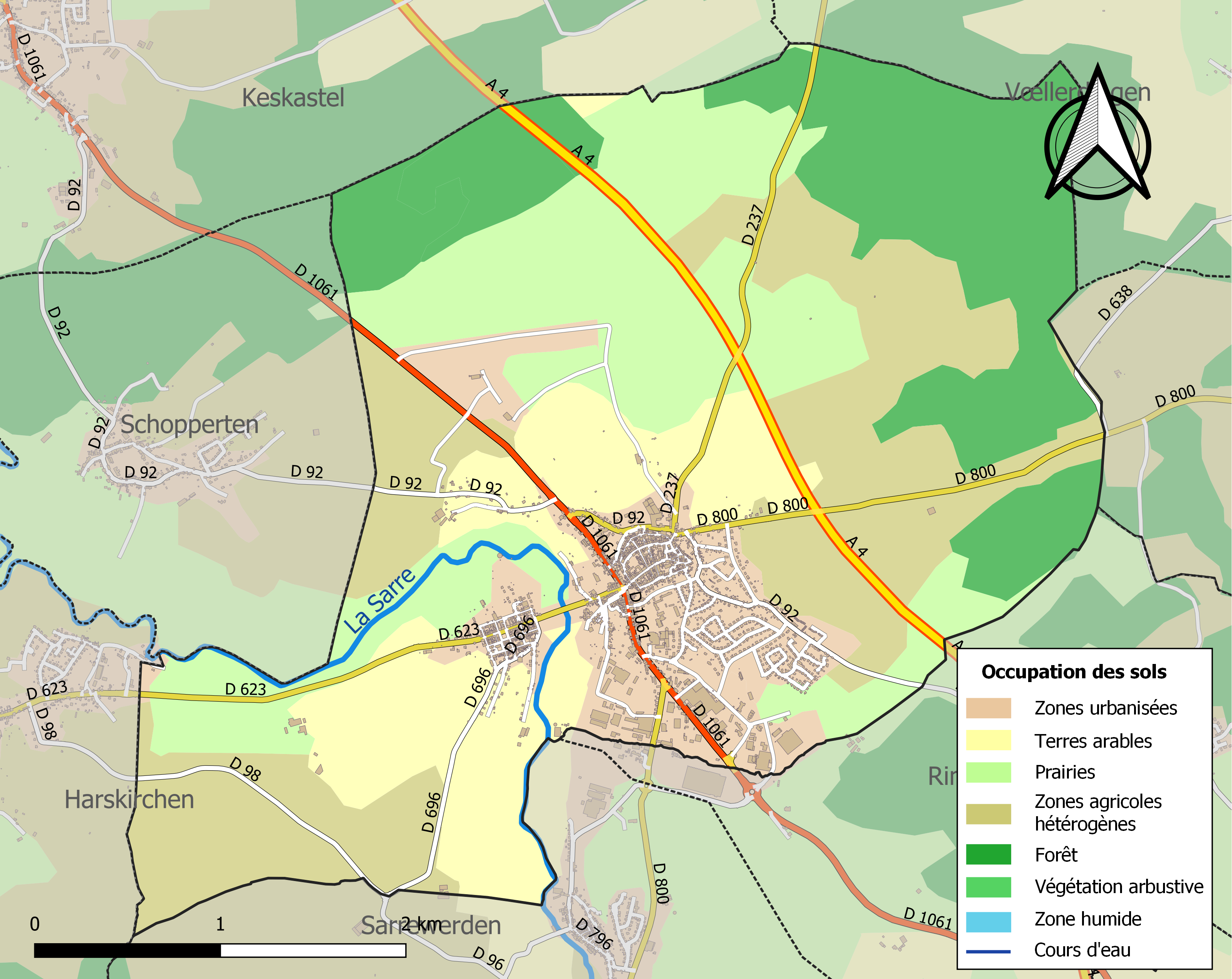
Carte des infrastructures et de l'occupation des sols de la commune en 2018 (CLC).

### Voies de communications et transports

#### Réseau routier
Sarre-Union est traversée par la route D 1061 reliant Phalsbourg à Sarrebruck. La route D 8 relie la commune à l'axe de la route D 919 au nord, et à Sarrebourg en suivant la Sarre au sud-est. Outre les routes départementales, la ville dispose d'une gare routière, correspondant à la sortie  43 de l'autoroute A4 qui traverse également la commune.

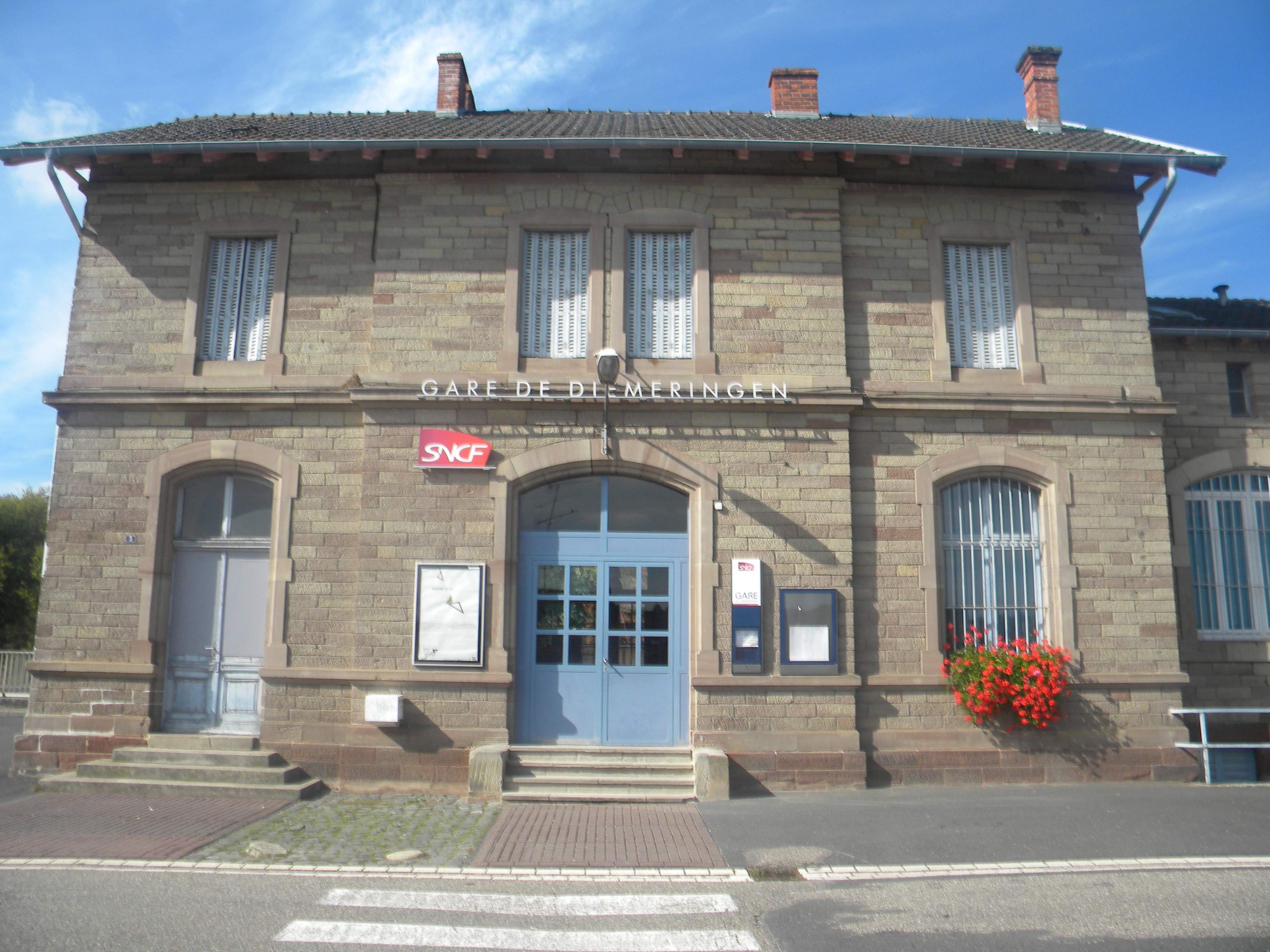
Gare de Diemeringen.

#### Réseau ferroviaire
- La gare de Sarre-Union, inaugurée en 1872, est fermée depuis le 22 décembre 2018. Seule subsiste une desserte routière.
- Gare de Diemeringen.
- Gare d'Oermingen.

#### Transports aériens
- Aéroport de Sarrebruck, (allemand : Flughafen Saarbrücken) à 55 km[28].
- Aéroport de Strasbourg-Entzheim.
- Aéroport de Metz-Nancy-Lorraine.
- L'aérodrome Victor Hamm dispose de deux pistes, dont l'une est revêtue et l'autre est en herbe. Il accueille l'aéro-club local.

## Toponymie
- Bouquenom
  - En ce lieu, dit-on, le chef Bucco ou Burco, diminutif de Burckardt, aurait établi sa demeure sous les hêtres (unter den Buchen). Mais au temps des Gallo-romains s’élevait aussi tout près, au Wasserwald, un autel dédié à Bucius, une divinité éponyme de Mercure, le dieu des commerçants et des voyageurs[29].
  - anciennes mentions : Buckenheym, Bockenheim (VIIe siècle, 1178), Buckenheimensis et Bouchenheim (1539), Boucquenom (1756[30], 1758[31], 1840[32]), Bouquemont (1840[33]), Boucquenome.
  - Buckenum[34] ou Buggenum en francique rhénan et Bockenheim[35] ou Buckenheim[36] en allemand.
  - Sobriquet des habitants : Staenboeck[37] (boucs de pierre).
- Neuf-Sarrewerden (Ville-Neuve)
  - Neuf-Sarrewerden désigne le « nouveau Sarrewerden » ; Sarrewerden venant de Sarre, la rivière qui traverse le village et Werd, « île » qui désigne un îlot se trouvant à proximité[38].
  - anciennes mentions : Neusaarwerden (1702-1793), Neuf-Sarverden[39] (1756), Neuf-Sarwerden[40] (1840), Ville-Neuve de Sarrewerden.
  - Neu-Saarwerden ou Neusaarwerden en allemand.
  - Sobriquet des habitants : Schisskiwel[41] (pots de chambre).
- Sarre-Union
  - issue de l'union de Bouquenom et Neuf-Sarrewerden, d'où le nom Sarre-Union.
  - anciennes mentions : Saar-Union (1794-1801), Saarunion (1801-1870).
  - durant les annexions allemandes : Saarunion (1871-1915) et Saarbuckenheim[42] (1915-1918, 1940-1945).
  - Saarunion en allemand.
  - Sobriquet des habitants : Klarbes et Grossmaul[43] (grandes gueules).

## Histoire
Les premières traces d'occupation du site de ce qui allait devenir la ville de Sarre-Union remontent à la période gallo-romaine. Des vestiges datant des IIe et IIIe siècles sont mis au jour, principalement des ateliers de poterie et de métallurgie,. Le village de l'époque avait une surface estimée à une quarantaine d'hectares. De plus, une voie romaine traversait Sarre-Union.
La commune est connue au VIIe siècle sous le nom de Bockenheim, et devient en 1328 une ville libre sous l'impulsion du comte de Sarrewerden. À cette époque, la cité est fortifiée, ceinte d'un rempart comportant treize tours, dont certaines subsistent encore. Aux XVIe et XVIIe siècles, de nouveaux bâtiments sont construits, notamment ceux de la Grand-Rue actuelle.
Lors de la mort du dernier comte de Sarrewerden, Bouquenom est donnée en fief au comte de Moers, puis au comte de Nassau-Sarrebruck (1554-1559) partisan du luthéranisme et qui introduisit la Réforme.
La guerre de Trente Ans provoque d'épouvantables ravages et les continuels passages de troupes dévastent toute la région. Le château de Sarre-Union est détruit. En 1629, le duc François II de Lorraine prend possession de la ville et y rétablit la religion catholique. En 1697, Bouquenom et Sarrewerden sont rattachées directement à la Lorraine ; les Nassau décident de construire une nouvelle capitale, Neusaarewerden (La Ville Neuve). À la mort du dernier duc de Lorraine, Stanislas, en 1766, Bouquenom devient française. Dans le comté, le prince Louis de Nassau-Sarrebrück succède en 1768 à son père Guillaume Henri. Ses maladresses contribuent au rattachement du comté et de Neuf-Sarrewerden à la France. Pour des raisons confessionnelles, la région est rattachée au Bas-Rhin par un décret du 23 novembre 1793. Les villes de Bouquenom et Neuf-Sarrewerden sont réunies par un décret de la Convention du 16 juin 1794 sous le nom de Saar-Union, qui est francisé après la Première Guerre mondiale en Sarre-Union. Elle est chef-lieu de district de 1793 à 1795.
Au XIXe siècle, la ville devient, avec la révolution industrielle, une bourgade industrielle dont la population compte jusqu'à plus de 4 000 habitants. Les remparts sont démolis, des fabriques ouvrent et la ville est finalement raccordée au réseau des chemins de fer en 1872. La guerre franco-allemande de 1870 plaçe la cité dans le giron de l'Empire allemand jusqu'à son retour à la France en 1918. Enfin, après l'annexion de l'Alsace-Moselle par le Troisième Reich pendant la Seconde Guerre mondiale, Sarre-Union redevient définitivement française.
Après la guerre, de nouvelles industries s'installent sur place. La construction de l'autoroute A4, ouverte en 1976 à la hauteur de la ville et qui donne lieu à la visite du Président de la République Georges Pompidou, permet son désenclavement relatif.

## Politique et administration

### Liste des maires
La commune est l'ancien chef-lieu du canton et accueille le siège de la communauté de communes de l'Alsace Bossue.

### Politique environnementale
La station d’épuration de la Vallée de la Sarre-Sud est conçue pour traiter les eaux usées et pluviales des 9 communes de Bissert, Burbach, Diedendorf, Harskirchen, Rimsdorf, Sarre-Union, Sarrewerden / Bischtroff-sur-Sarre / Zollingen, Schopperten et Wolfskirchen.
La station d'épuration intercommunale a une capacité de 8 000 équivalent-habitants.

## Population et société

### Démographie

#### Pyramide des âges
L'évolution du nombre d'habitants est connue à travers les recensements de la population effectués dans la commune depuis 1793. Pour les communes de moins de 10 000 habitants, une enquête de recensement portant sur toute la population est réalisée tous les cinq ans, les populations de référence des années intermédiaires étant quant à elles estimées par interpolation ou extrapolation. Pour la commune, le premier recensement exhaustif entrant dans le cadre du nouveau dispositif a été réalisé en 2007.

En 2022, la commune comptait 2 751 habitants, en évolution de −3,98 % par rapport à 2016 (Bas-Rhin : +3,17 %, France hors Mayotte : +2,11 %).
| 1793 | 1800  | 1806  | 1821  | 1831  | 1836  | 1841  | 1846  | 1851  |
| ---- | ----- | ----- | ----- | ----- | ----- | ----- | ----- | ----- |
| 692  | 2 791 | 3 004 | 3 424 | 3 531 | 3 956 | 4 257 | 3 756 | 3 694 |

| 1856  | 1861  | 1866  | 1871  | 1875  | 1880  | 1885  | 1890  | 1895  |
| ----- | ----- | ----- | ----- | ----- | ----- | ----- | ----- | ----- |
| 3 378 | 3 449 | 3 498 | 3 330 | 3 220 | 3 248 | 3 195 | 3 102 | 2 991 |

| 1900  | 1905  | 1910  | 1921  | 1926  | 1931  | 1936  | 1946  | 1954  |
| ----- | ----- | ----- | ----- | ----- | ----- | ----- | ----- | ----- |
| 3 007 | 3 010 | 3 134 | 2 765 | 2 748 | 2 543 | 2 632 | 2 563 | 2 431 |

| 1962  | 1968  | 1975  | 1982  | 1990  | 1999  | 2006  | 2007  | 2012  |
| ----- | ----- | ----- | ----- | ----- | ----- | ----- | ----- | ----- |
| 2 645 | 2 965 | 3 130 | 3 169 | 3 159 | 3 356 | 3 185 | 3 161 | 2 961 |

| 2017  | 2022  | - | - | - | - | - | - | - |
| ----- | ----- | - | - | - | - | - | - | - |
| 2 823 | 2 751 | - | - | - | - | - | - | - |

### Manifestations culturelles et festivités

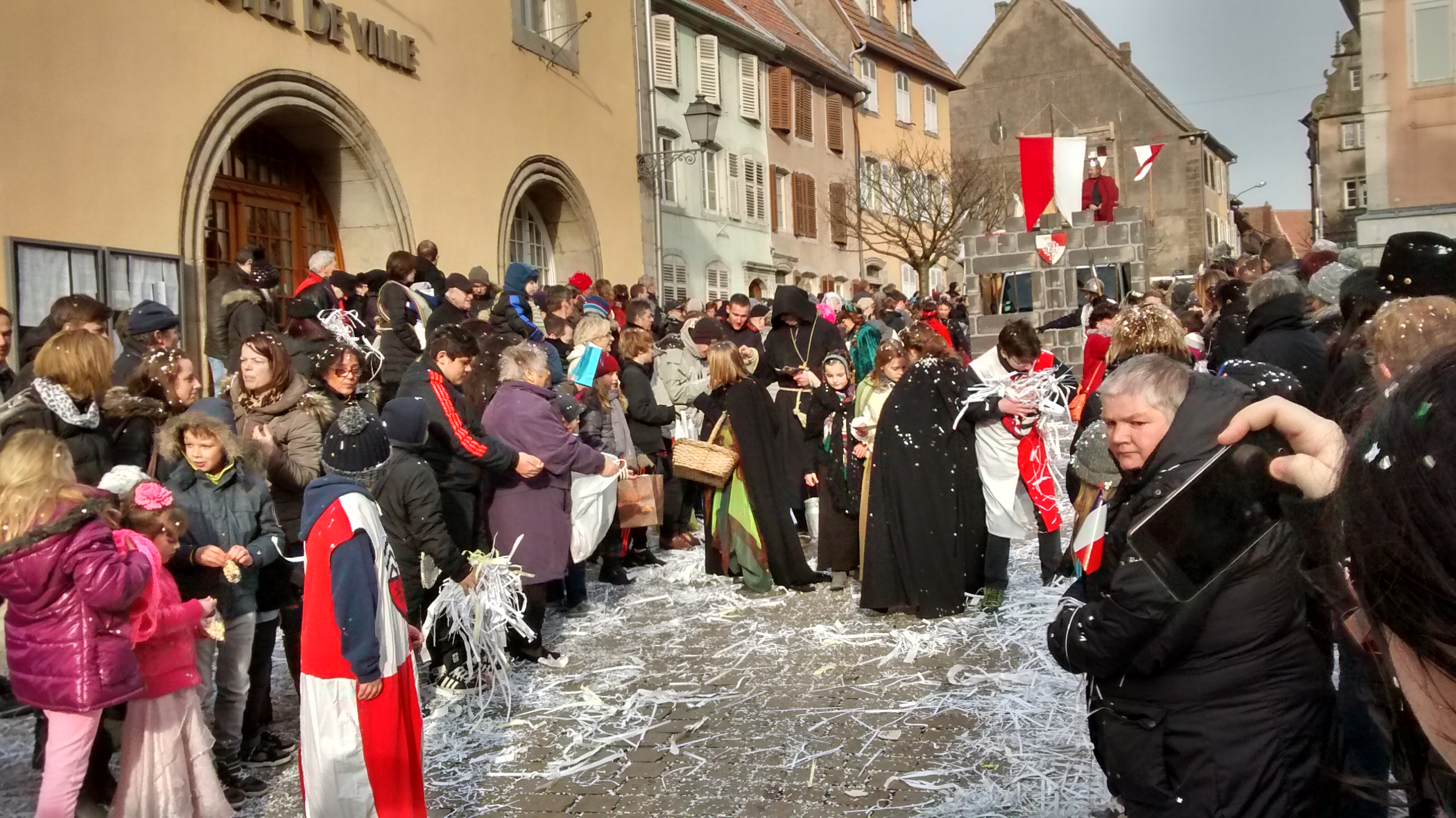
Cavalcade de Sarre-Union le 28/02/2016 devant l'hôtel de ville.

Plusieurs associations sont présentes dans la commune et organisent des festivités. La principale manifestation liée à la commune est depuis 2005 la fête d'automne, ou Fête de la pomme. Celle-ci se déroule à la fin de l'été ou en automne, et accueille un marché artisanal, des artistes ainsi que diverses animations.
La cavalcade (carnaval), est organisé par le comité des fêtes vers la fin de l'hiver. Il est précédé par le kappensitzung (fête qui annonce le début de la saison du carnaval) en fin janvier organisé par le Festivités Club.

### Sports et loisirs
L'équipe de football locale, l'US Sarre-Union, promue en 2011 en championnat de France Amateur (4e division française), a réussi à se maintenir à ce niveau depuis, malgré un budget restreint.
Le 19 janvier 2016, l'US Sarre-Union réalise l'exploit d'éliminer le club de ligue 2 Niort 1 à 0 en seizième de finale de coupe de France.
La commune dispose d'un stade omnisports, d'un boulodrome, d'un centre équestre ainsi que d'un complexe sportif situé sur l'emplacement de l'ancienne corderie Dommel.

### Enseignement
Sarre-Union fait partie de l'académie de Strasbourg. Les habitants de la ville et des communes voisines ont accès aux différents niveaux de l'enseignement primaire et secondaire au travers de quatre établissements publics :
- Lycée d'enseignement général et professionnel Georges-Imbert ;
- Collège Pierre-Claude ;
- École maternelle Le Petit-Prince ;
- École élémentaire (primaire).

Il est à noter que les élèves ont la possibilité d'effectuer un cursus bilingue français-allemand de l'école maternelle au collège,. En outre, une option de langue et culture régionale est proposée aux collégiens.

### Santé
Professionnels et établissements de santé :
- L'ancien hôpital local a été transformé en EHPAD[71].
- Hôpitaux à Sarre-Union, Sarralbe, Sarreguemines.
- La commune accueille en outre plusieurs cabinets médicaux.
- Pharmacies à Sarre-Union, Diemeringen, Sarralbe.

### Cultes
De nombreuses confessions disposent d'un lieu de culte :
- l'église catholique Saint-Georges. Communauté de paroisses de Sarre-Union[72], Diocèse de Strasbourg ;
- le temple luthérien[73] ;
- une salle de prière musulmane a été aménagée ;
- l'église évangélique de Pentecôte ;
- l'église néo-apostolique ;
- la synagogue existe toujours, mais n'est plus en activité faute d'une communauté suffisante[74].

## Économie

### Agriculture
Située dans une région rurale disposant d'une forte tradition agricole, la commune comporte depuis le XIXe siècle de nombreuses industries.
- Culture et élevage associés.
- Culture de céréales (à l'exception du riz), de légumineuses et de graines oléagineuses.
- Culture de légumes, de melons, de racines et de tubercules.
- Culture de la vigne.
- L'entreprise Jus de fruits d'Alsace du groupe Laiterie de Saint-Denis-de-l'Hôtel est implantée sur le territoire de la commune[75].
- Culture de fruits à pépins et à noyau.
- Élevage de vaches laitières.
- Élevage de chevaux et d'autres équidés.
- Élevage d'autres bovins et de buffles.
- Exploitation forestière.

### Tourisme
- Hébergements et restauration à Hambach, Petersbach, Zetting, Sarreguemines, Mesenthal, Wingen-sur-Moder.

### Entreprises et commerces
- Commerces et services de proximité[76].
- La distribution d'électricité pour les particuliers n'est pas assurée par EDF mais par une régie communale.
- La commune est le siège historique de l'entreprise d'appareillage électrique Sarel, fondée en 1956[77] et rachetée par le groupe Schneider Electric en 1986 ; la marque continue d'être utilisée jusqu'en 2009. Un site de production (situé entre autres dans les anciennes casernes de la ville) et un centre logistique sont implantés sur le territoire communal.
- Le secteur de la chaudronnerie est également présent avec les entreprises Ziemex (anciennement Ziemann-Hengel) et Bruder-Keller.

Les 305 établissements et entreprises actifs sur le territoire communal fin 2009 se répartissaient dans les domaines suivants :
- Commerces, transports et services : 59,7 %
- Services publics et santé : 20,7 %
- Industrie : 7,9 %
- BTP : 7,5 %
- Agriculture : 4,3 %

### Budget et fiscalité 2023

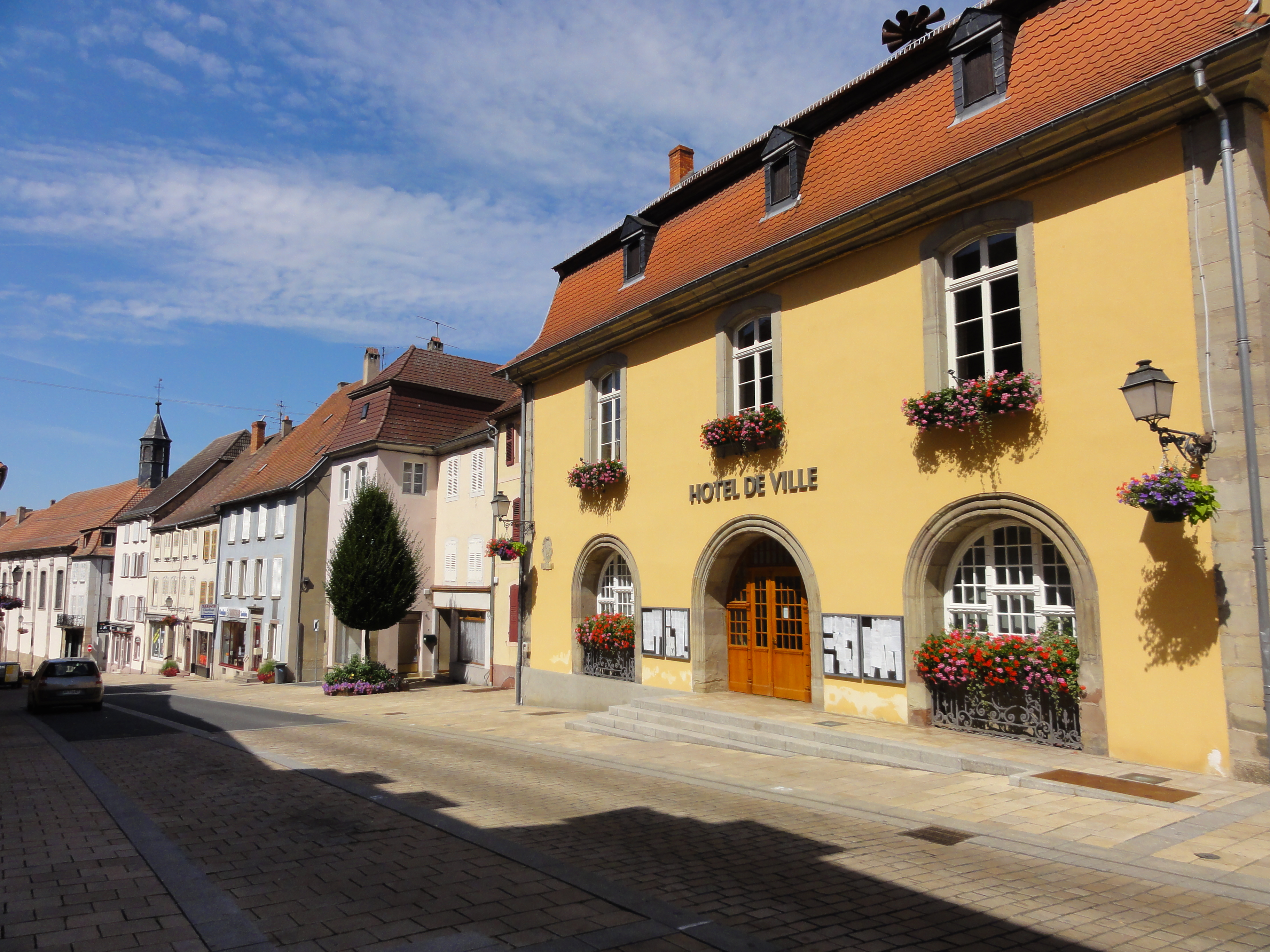
Hôtel de ville (1684).

En 2023, le budget de la commune était constitué ainsi :
- total des produits de fonctionnement : 3 626 000 €, soit 1 278 € par habitant ;
- total des charges de fonctionnement : 3 003 000 €, soit 1 059 € par habitant ;
- total des ressources d'investissement : 232 000 €, soit 82 € par habitant ;
- total des emplois d'investissement : 802 000 €, soit 283 € par habitant ;
- endettement : 505 000 €, soit 178 € par habitant.

Avec les taux de fiscalité suivants :
- taxe d'habitation : 19,00 % ;
- taxe foncière sur les propriétés bâties : 25,67 % ;
- taxe foncière sur les propriétés non bâties : 43,99 % ;
- taxe additionnelle à la taxe foncière sur les propriétés non bâties : 45,11 % ;
- cotisation foncière des entreprises : 18,08 %.

Chiffres clés Revenus et pauvreté des ménages en 2021 : médiane en 2021 du revenu disponible, par unité de consommation : 19 710 €.

### Emploi
En 2008, le taux de chômage dans la catégorie des 15-64 ans atteignait 12,1 %.
Le taux de Chômage à Sarre Union est, en 2022, de 6,9 % de la population active.

## Culture locale et patrimoine

### Lieux et monuments
- Le cormier de Sarre-Union, rue de la Poste n'existe plus[81].
- Le musée régional de l'Alsace Bossue.
- Gare de Sarre-Union.
- Le château[82].
- La fontaine monumentale aux boucs[83].
- Monument aux morts[84] : Conflits commémorés : 1939-1945[85].

#### Monuments historiques
- Portail d'entrée du 1 rue du Presbytère, inscrit sur l'inventaire supplémentaire des monuments historiques (MHIS) en 1934[86]
- Porte sur rue et escalier du 1, anciennement 3, rue des Potiers, inscrite MH en 1934[87]
- Porte sur cour (1560) du 9 Grand'Rue, inscrite MH en 1934[88]
- Porte sur rue (1714) du 27 rue de Verdun, inscrite MH en 1934[89]
- Porte sur rue, appui de la baie voisine avec consoles à têtes de lions et porte latérale du 14 rue de Verdun, inscrits MH en 1934[90]
- Oriel de la façade du 37 Grand'Rue, inscrit MH en 1934[91]
- Porte sur rue (1707) au 16 rue de Verdun, inscrite MH en 1934[92]
- Porte sur rue au 25 rue de Verdun, inscrite MH en 1934[93]
- Façade et toiture du 1, anciennement 5, rue des Tourneurs, inscrites MH en 1934[94]
- Ancien temple réformé (1750), rue des Églises, inscrit MH en 1923[95]
- Façades et toiture de l'ancien hôtel de ville de Neusaarwerden, 1 rue de l'École, inscrites MH en 1934[96]
- Porte sur rue au 29 rue du Couvent, inscrite MH en 1934[97]
- Porte et oriel au 6, rue du Couvent, inscrits MH en 1934[98]
- Oriel (1620) de la façade sur rue au 25, Grand'Rue, inscrit MH en 1934[99]
- Porte (1718) encastrée dans le mur de clôture du jardin de l'hôtel de ville, inscrite MH en 1934[100]
- Oriel sur rue (inscrit MH en 1934) ; façades sur rue et sur cour de la maison Renaissance et de l'aile en retour sur la cour (inscrites en 1993) au 11, Grand'Rue[101]
- Porte sur rue au 22 rue Frédéric-Fluher, inscrite MH en 1934[102]

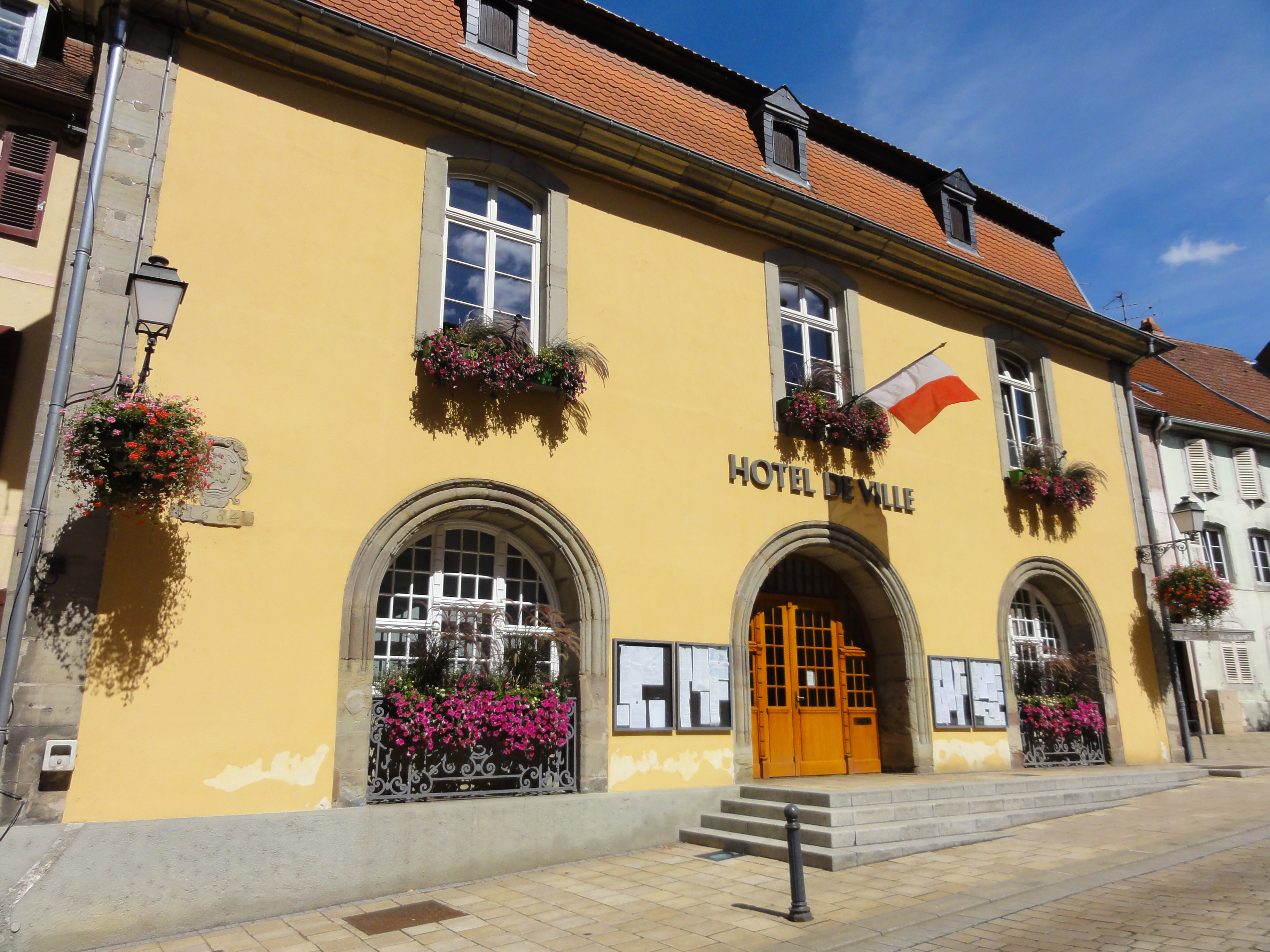
Hôtel de ville de Bouquenom (1684), aujourd'hui de Sarre-Union.
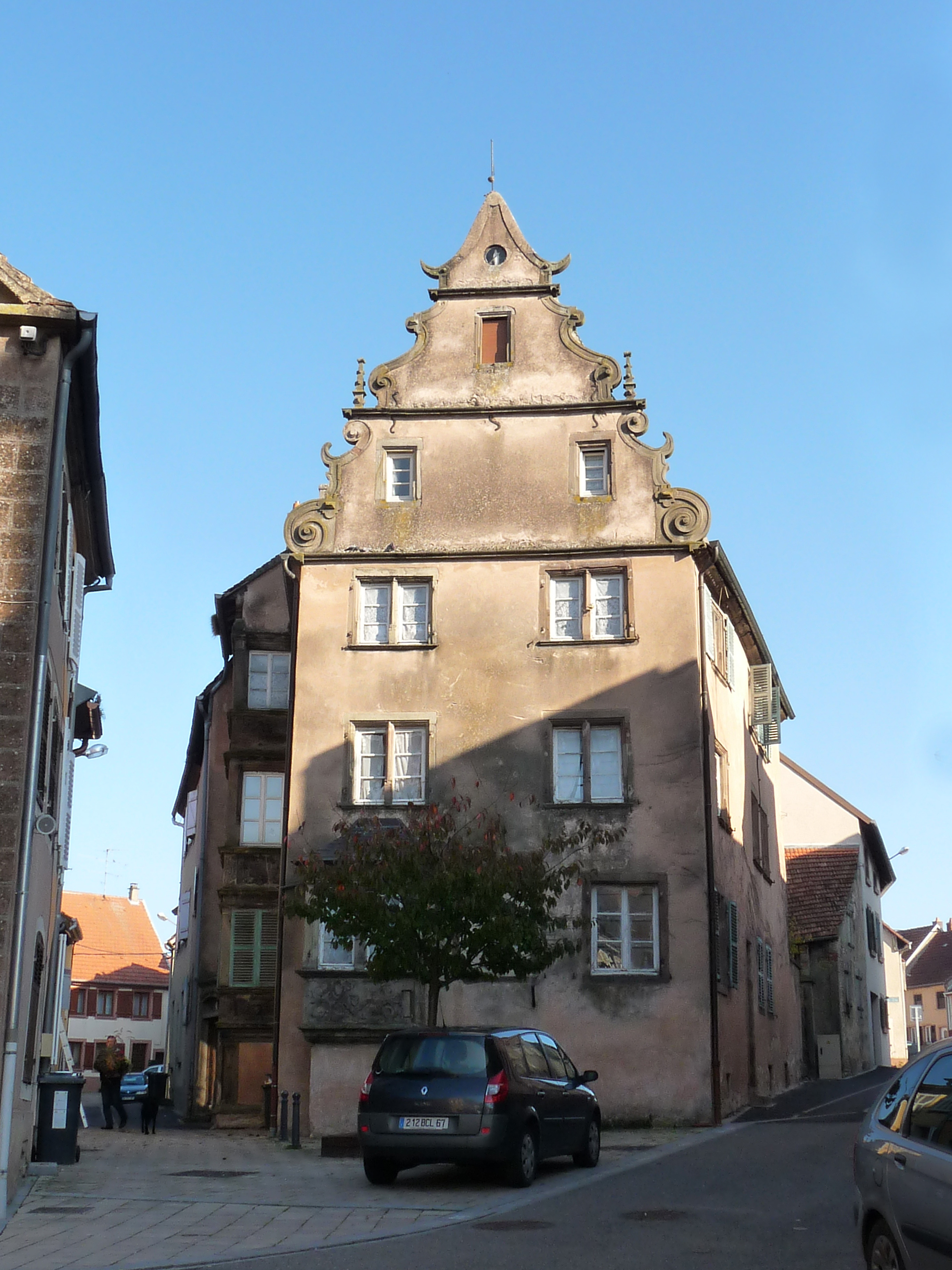
Maison, 1 rue des Tourneurs.
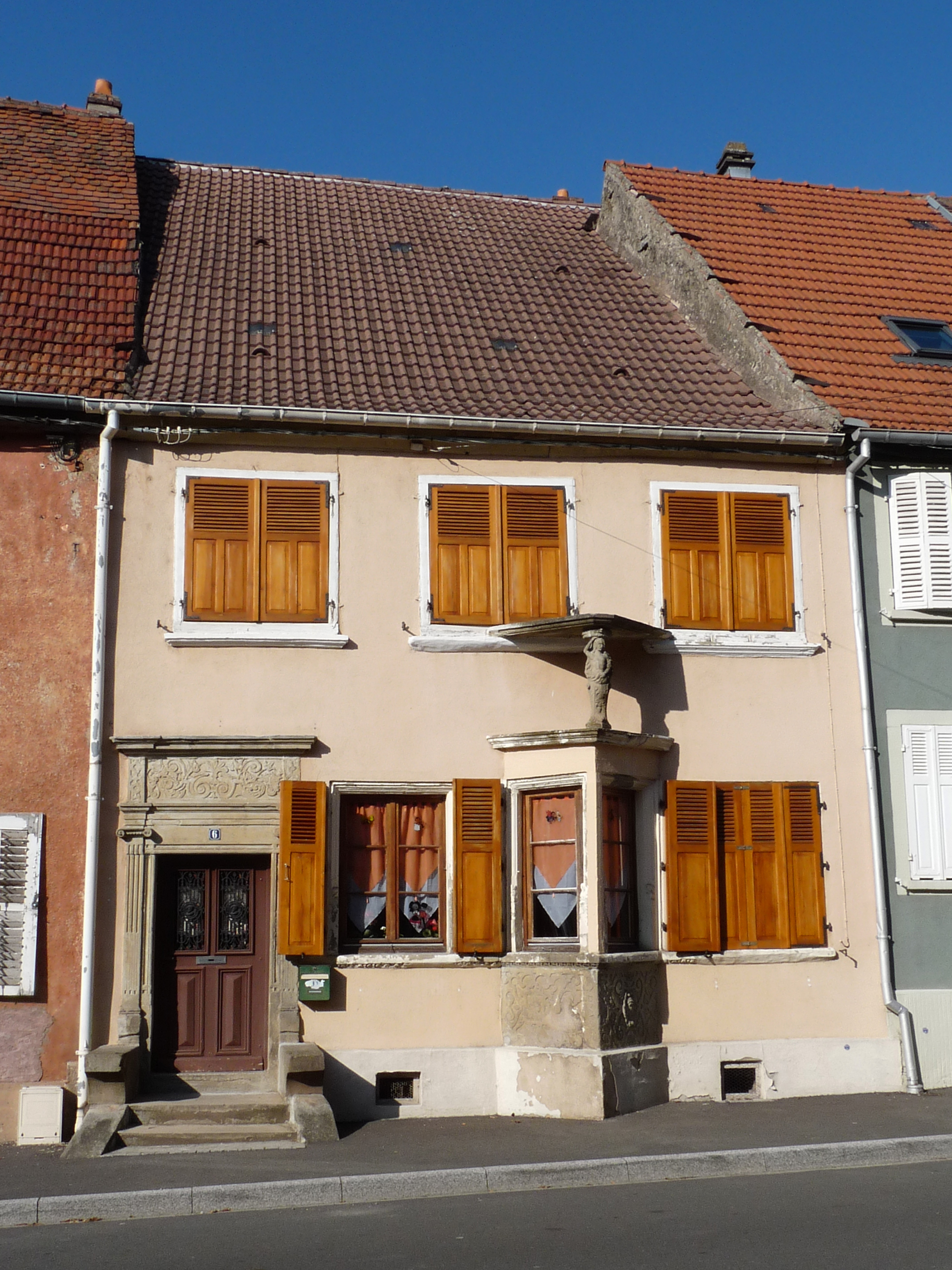
Maison 6 rue du Couvent.
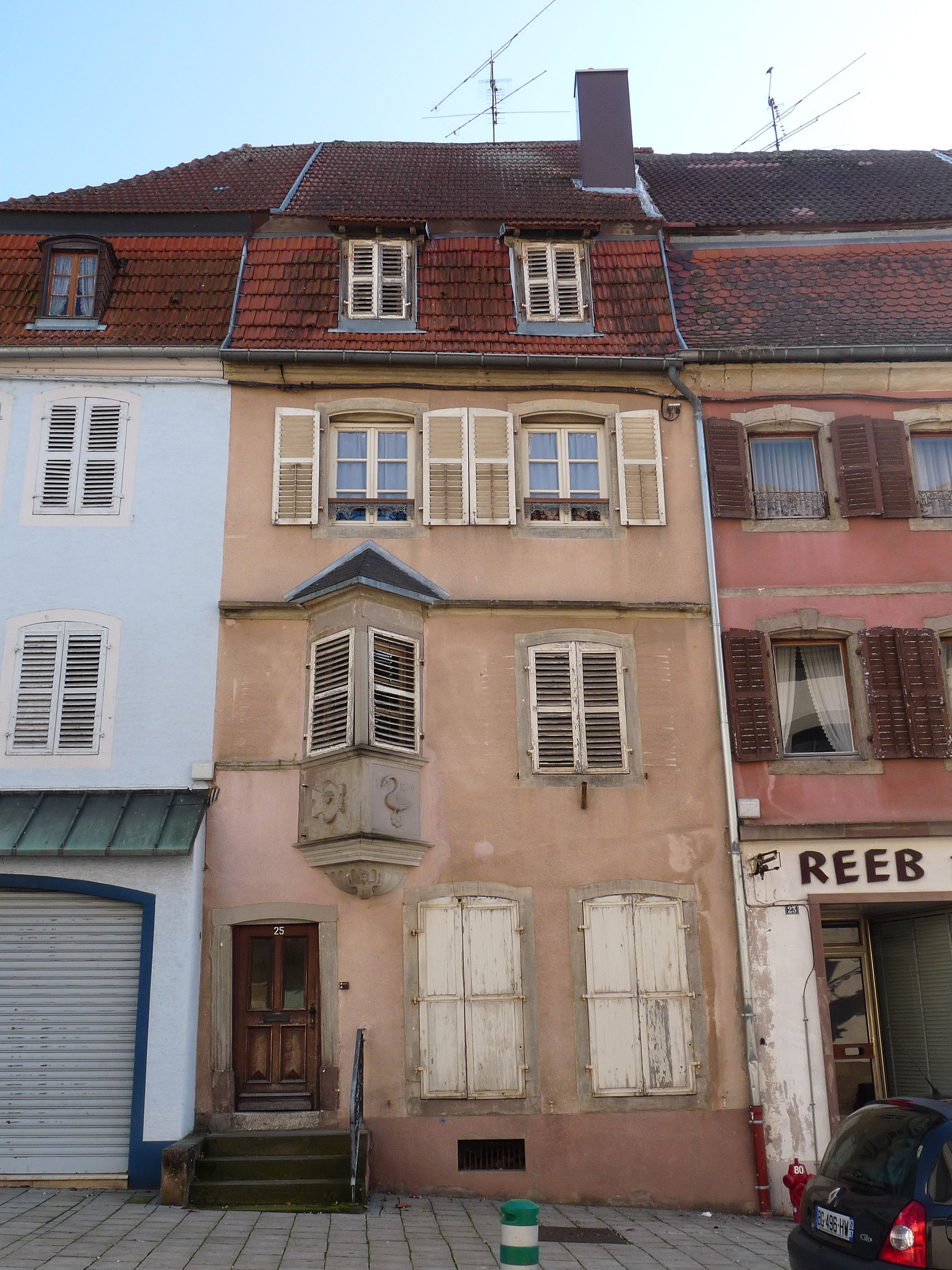
Maison 25, Grand'Rue.
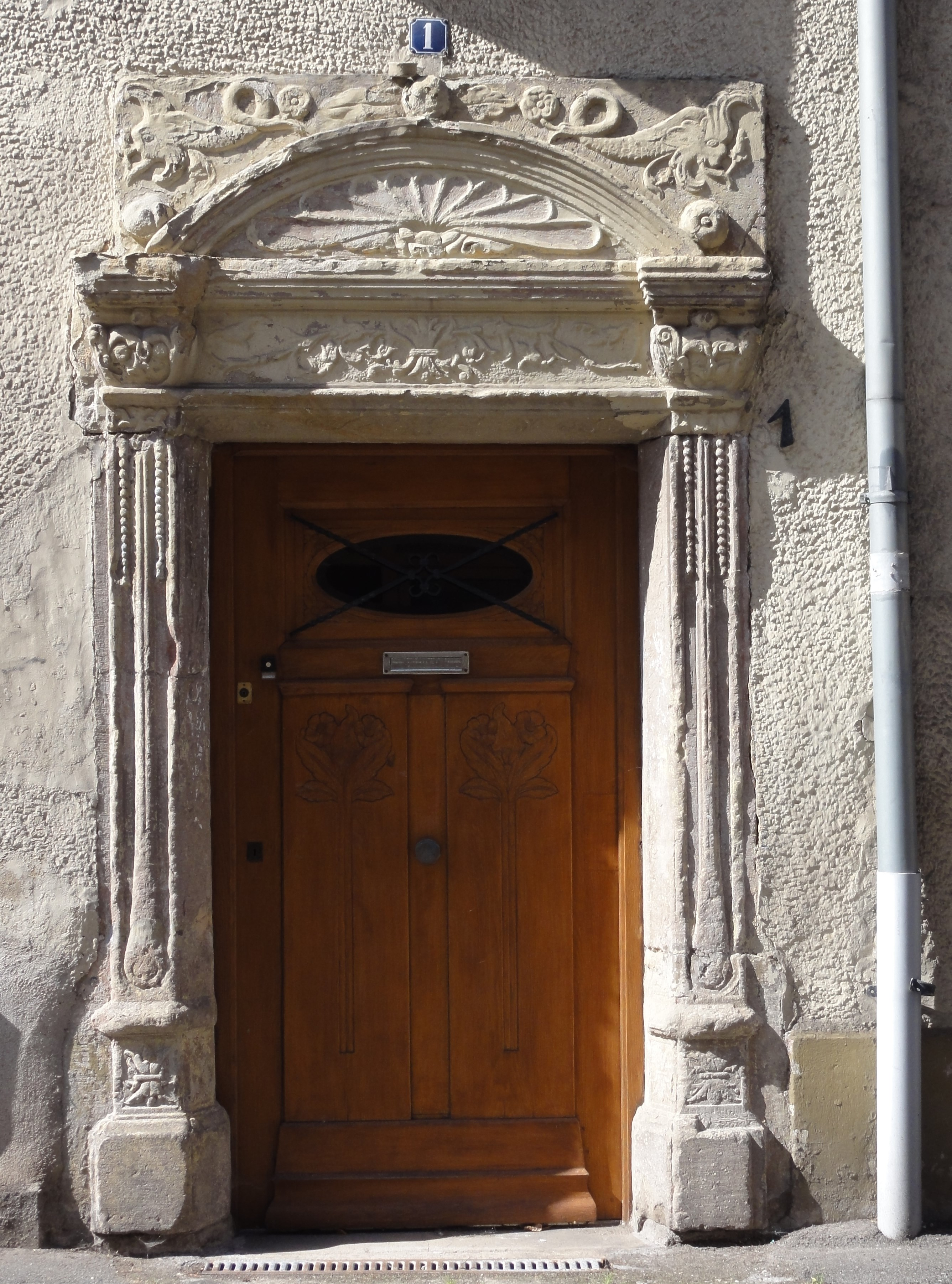
Portail (XVIIIe), 1 rue du Presbytère.
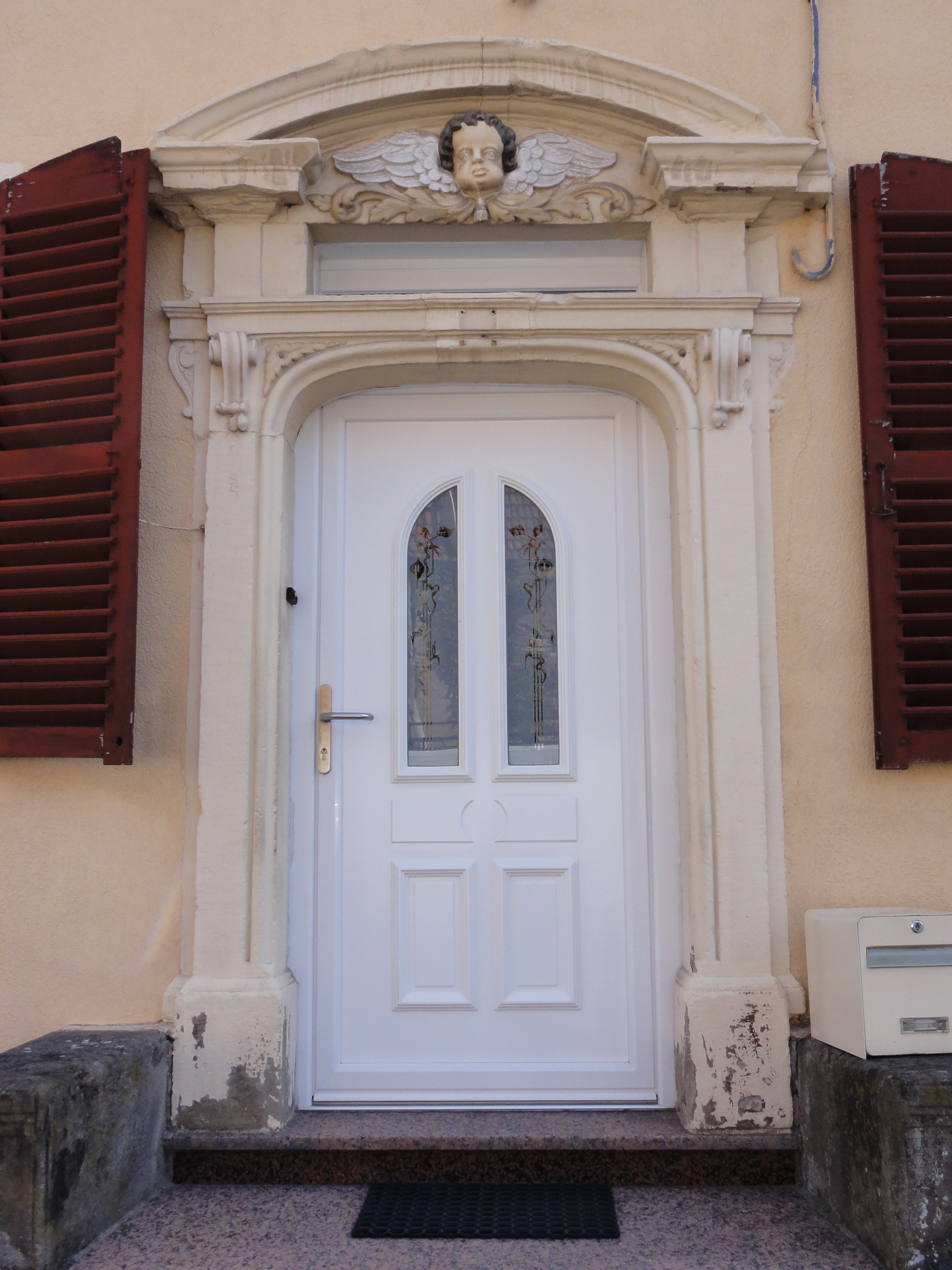
Portail (XVIIIe), 1 rue des Potiers.
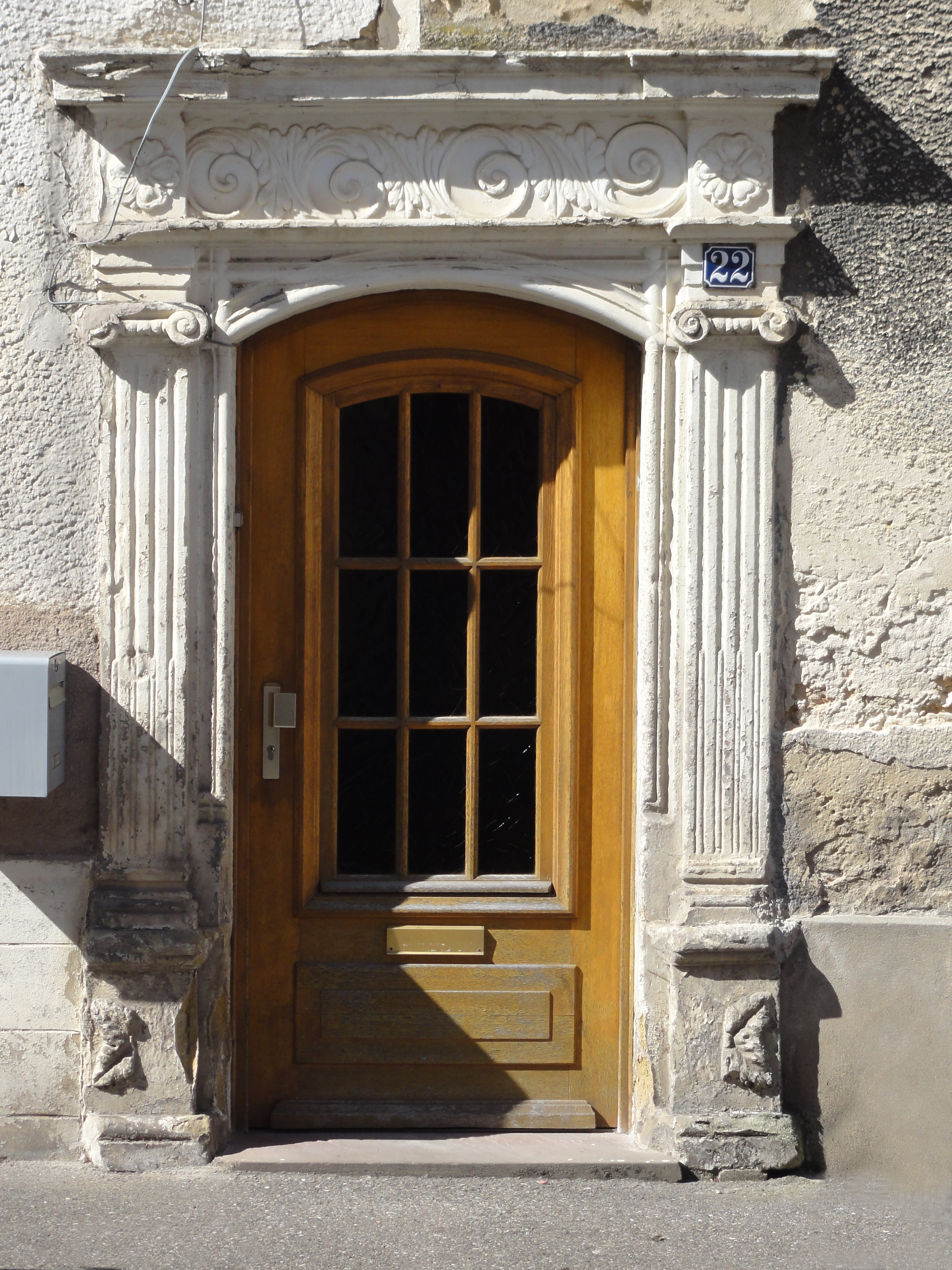
Portail (XVIe-XVIIIe), 22 rue Frédéric-Flurer.
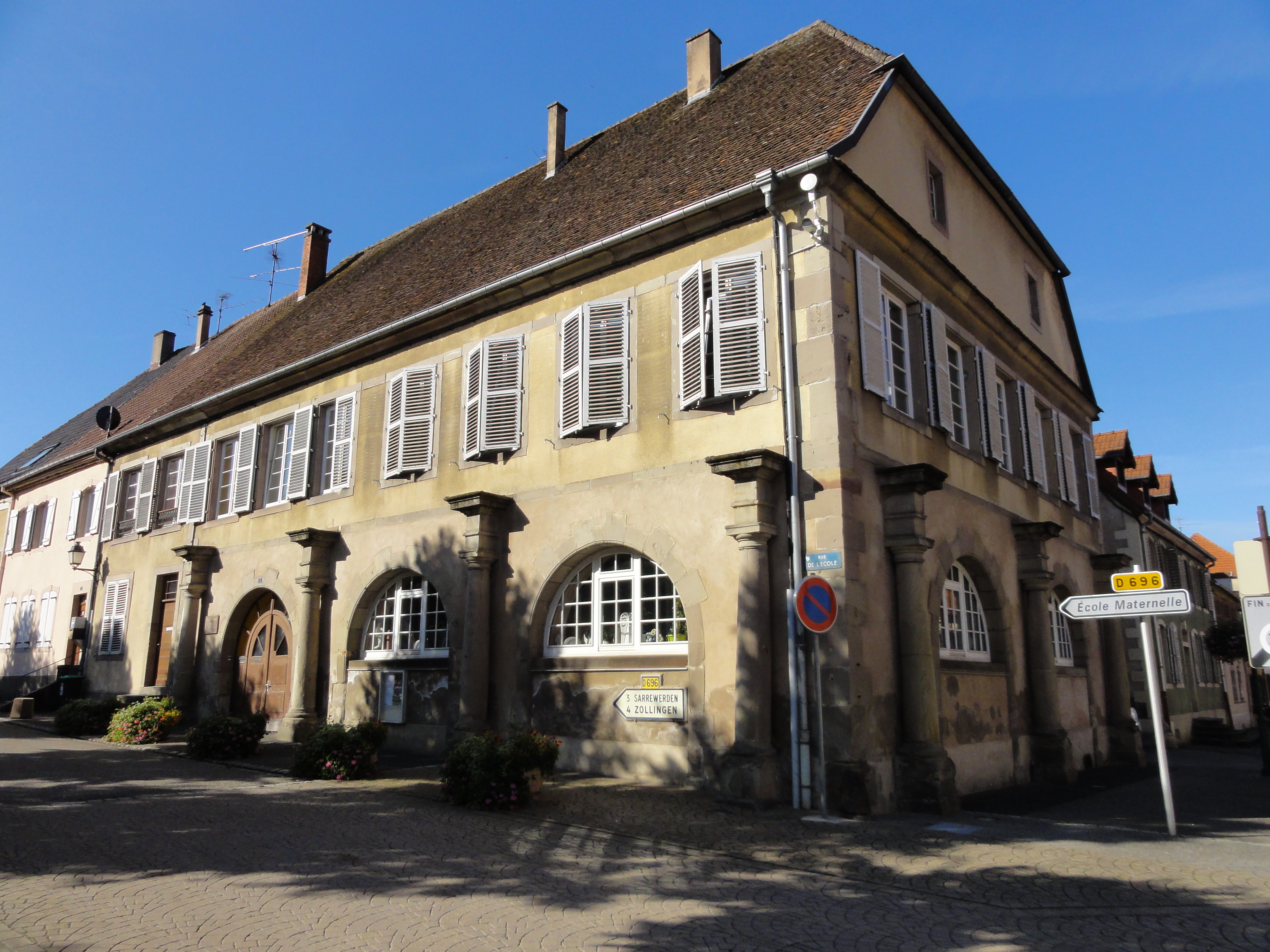
Ancien hôtel de ville de Neusaarwerden (Villeneuve).
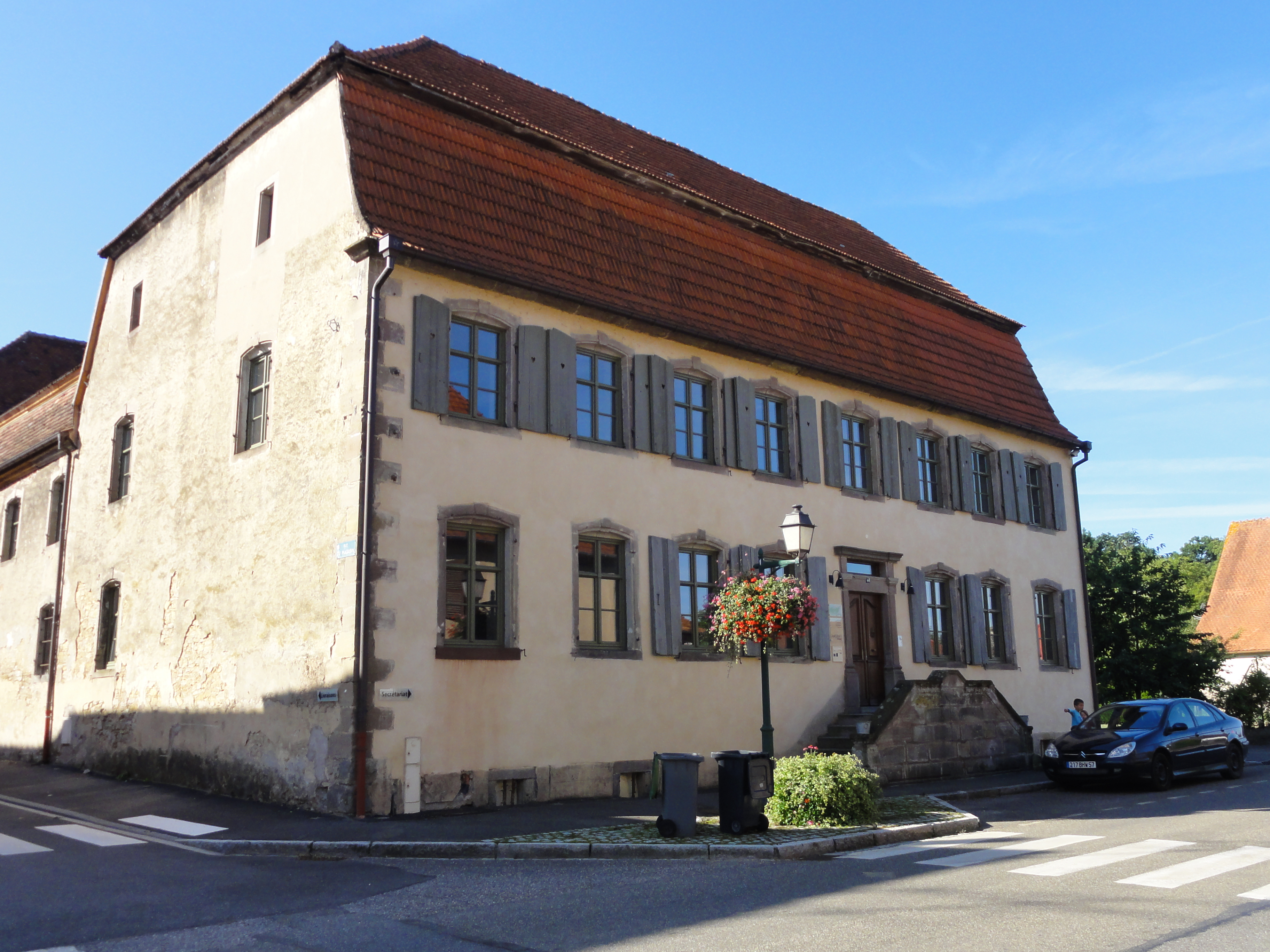
Ancien château (XVIIIe), 44 rue de Verdun (Villeneuve).
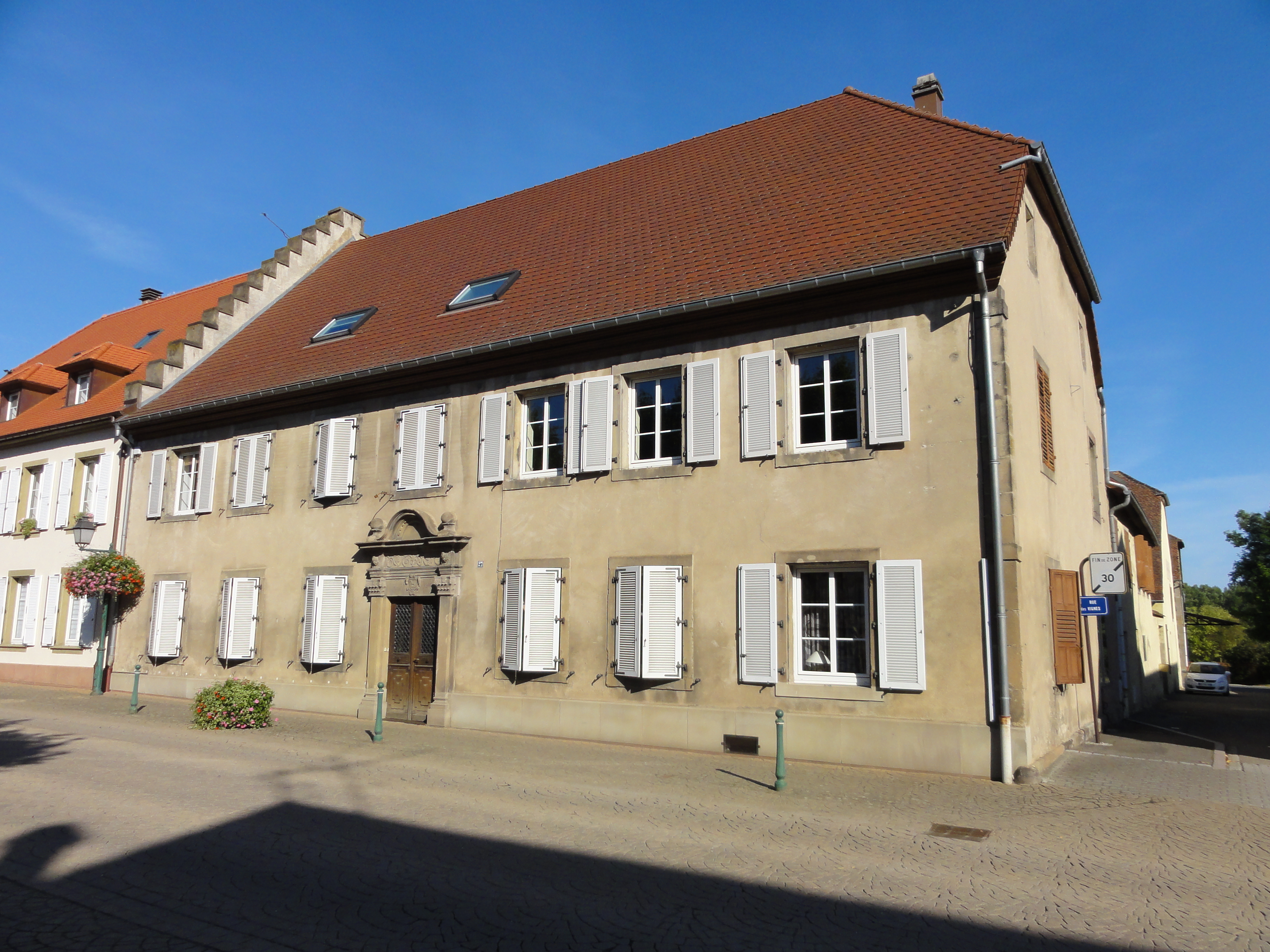
Maison (1714), 27 rue de Verdun.
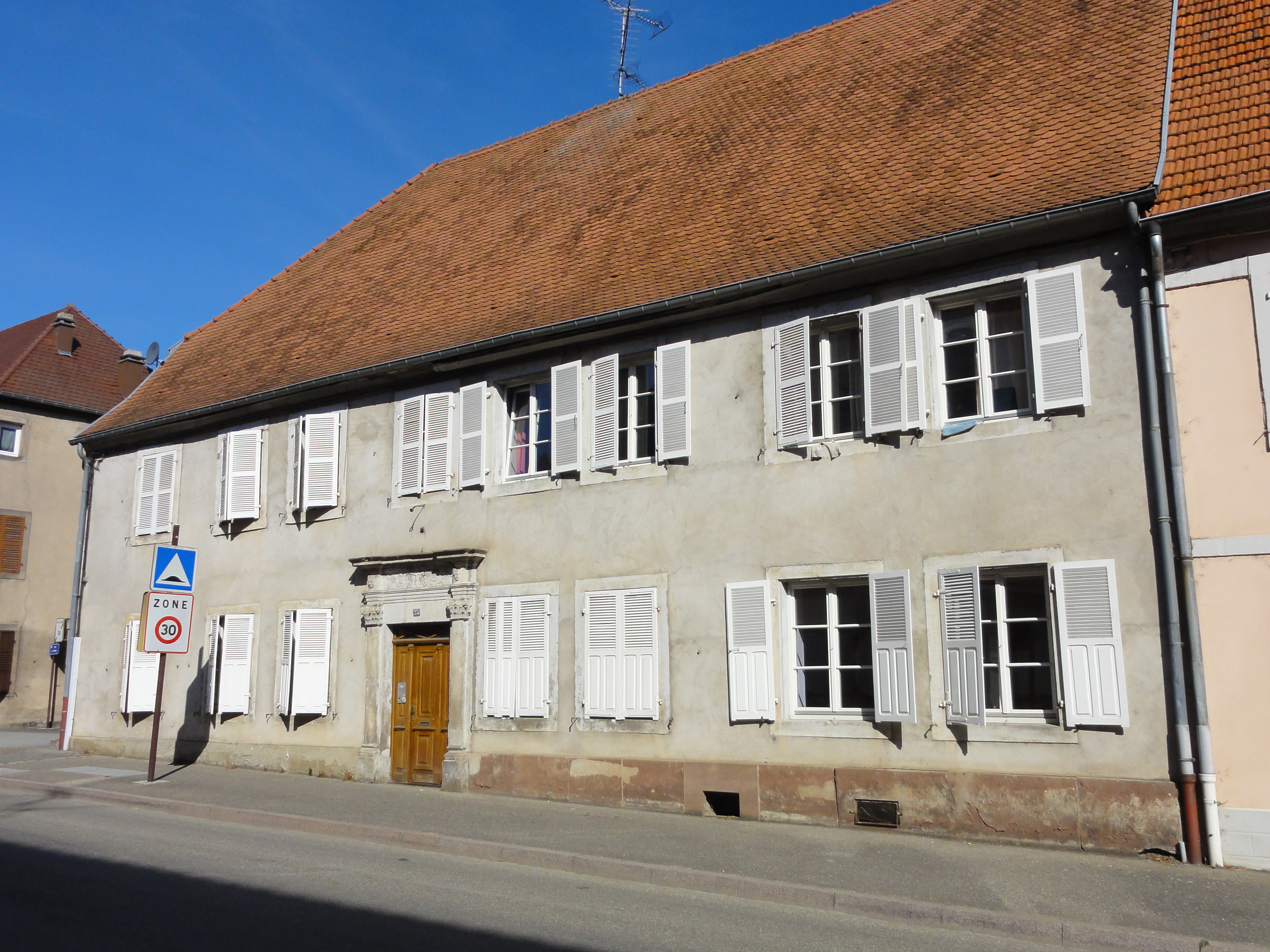
Maison (1700), 25 rue de Verdun.
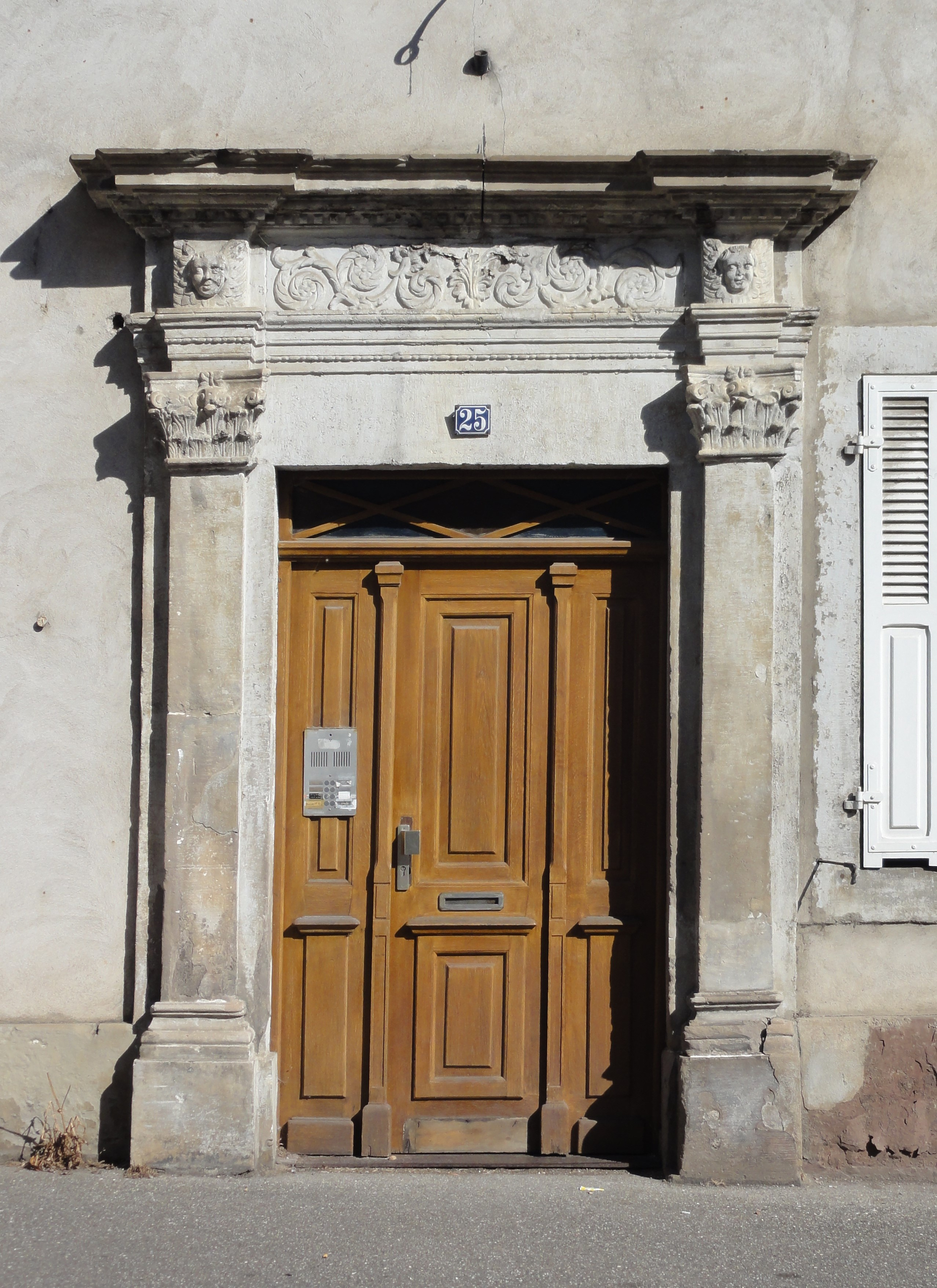
Portail (1700), 25 rue de Verdun.

#### Édifices religieux
- Église Saint-Georges à Bouquenom[103],[104],[105].

- Église luthérienne à Ville-Neuve[149],[150],[151].
- Ancien temple réformé à Ville-Neuve[152], désormais dédié aux manifestations culturelles[153].
- Chapelle Saint-Louis de l'ancien collège des jésuites à Bouquenom[154],[155].
- Synagogue[156]. La première fut construite en 1839, mais au cours de la Seconde Guerre mondiale, elle fut ravagée et pillée, et l'immeuble fut endommagé par des tirs d'artillerie. Restaurée, elle fut inaugurée en 1950[157],[158]
- Un cimetière juif[159], datant de la fin du XVIIIe siècle, profané à six reprises depuis 1945, en particulier en 1988, en 2001 et en 2015[160]. En février 2015, plus de deux-cent cinquante tombes ont été renversées et brisées[161]. Cet événement a provoqué une immense émotion en France, et la visite du chef de l’État, François Hollande, le 17 février 2015[162]. Neuf ans plus tard, le 23 septembre 2024, la cour d'appel de Metz reconnaît la motivation antisémite des auteurs de ces dégradations[163].

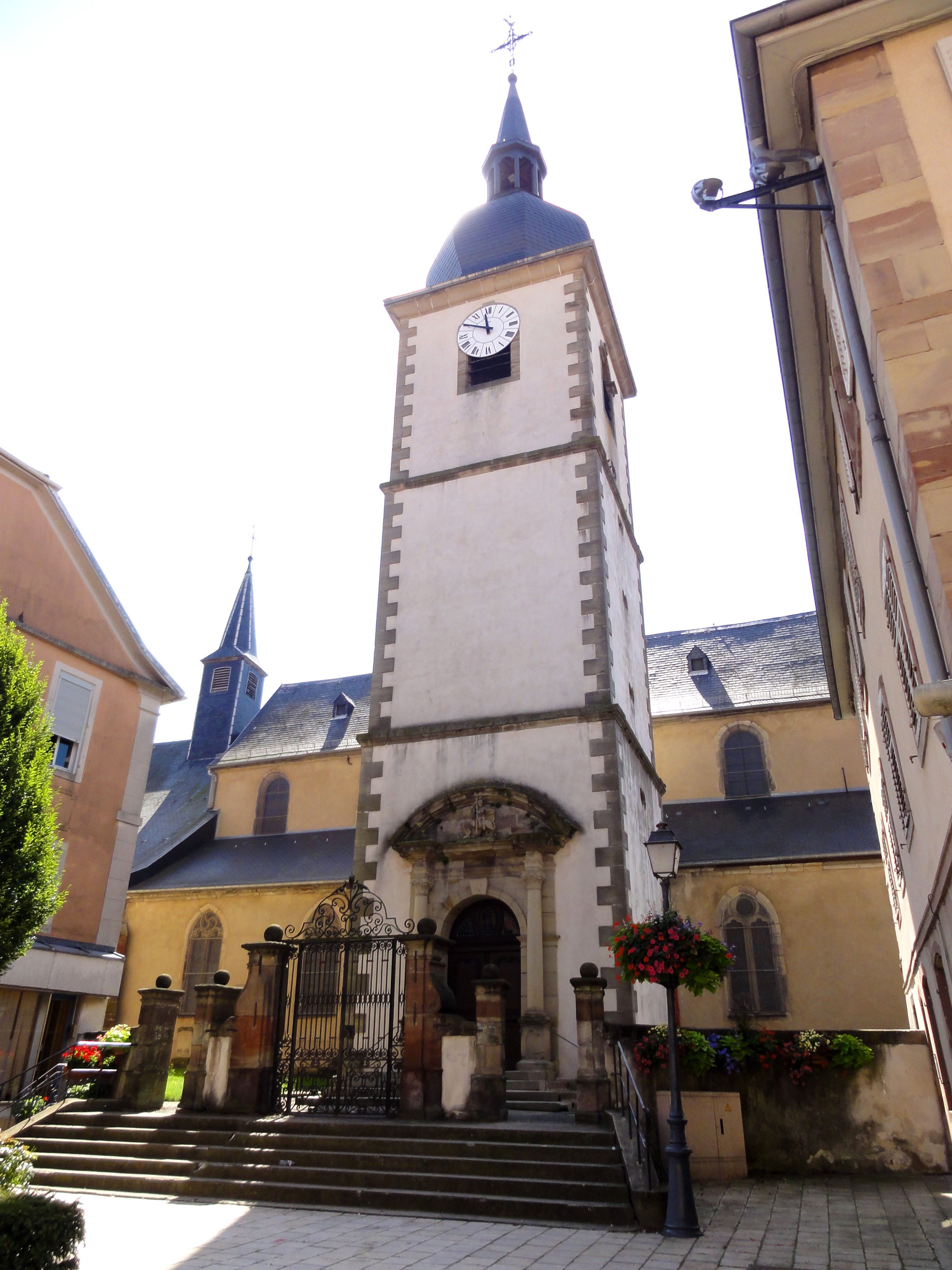
Église Saint-Georges.
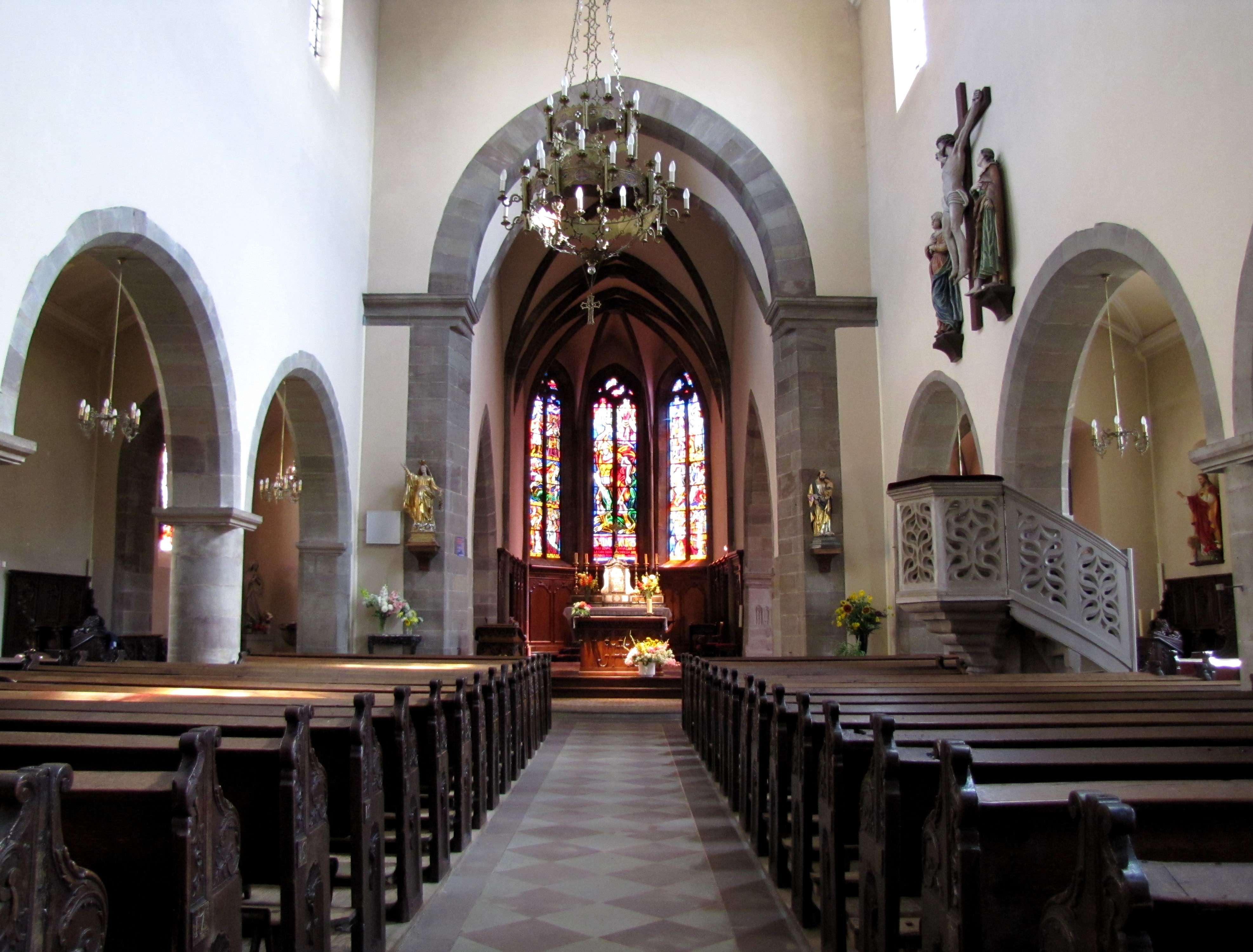
Intérieur de l'église Saint-Georges.
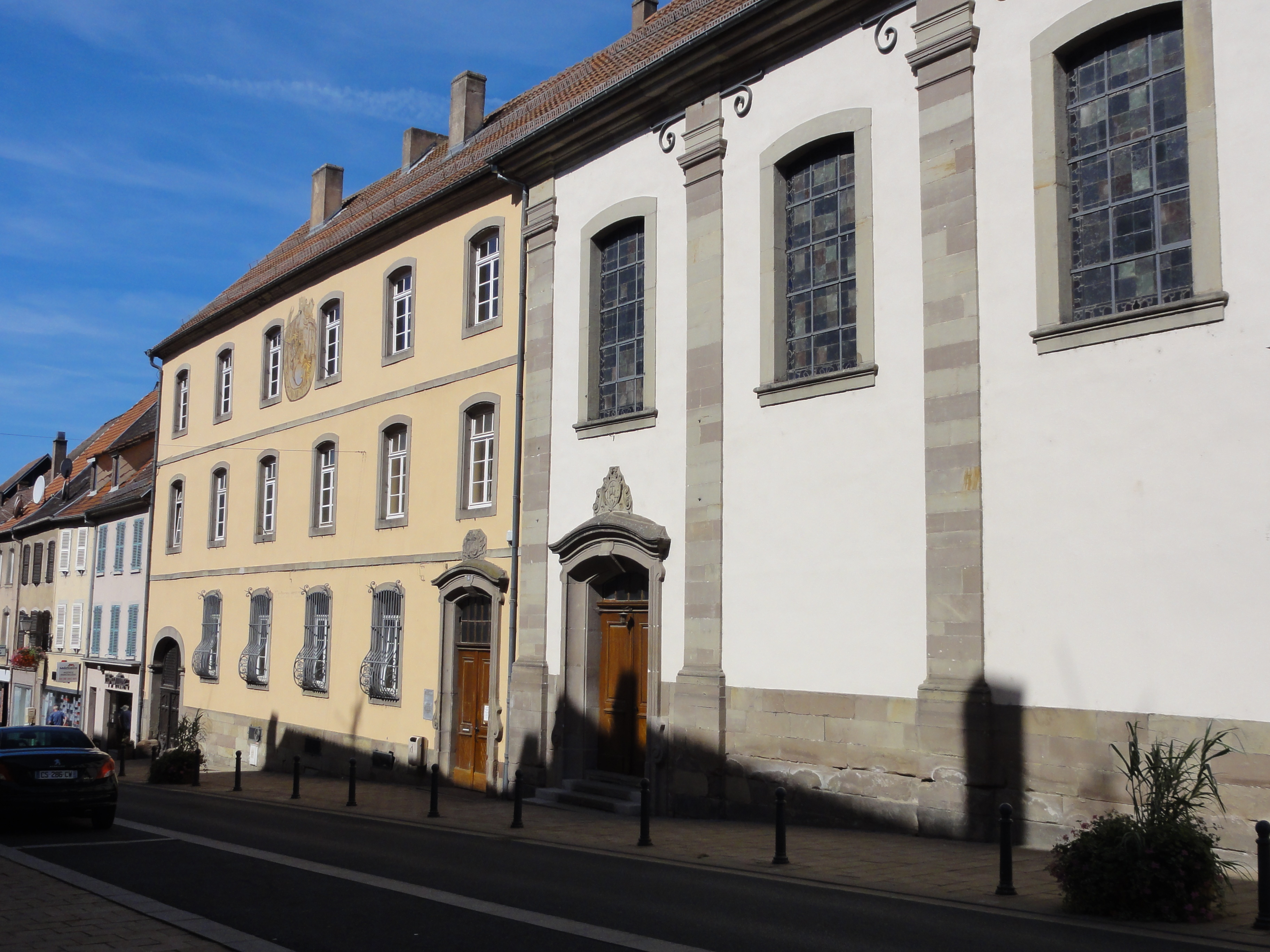
Chapelle Saint-Louis (ancien collège des jésuites).
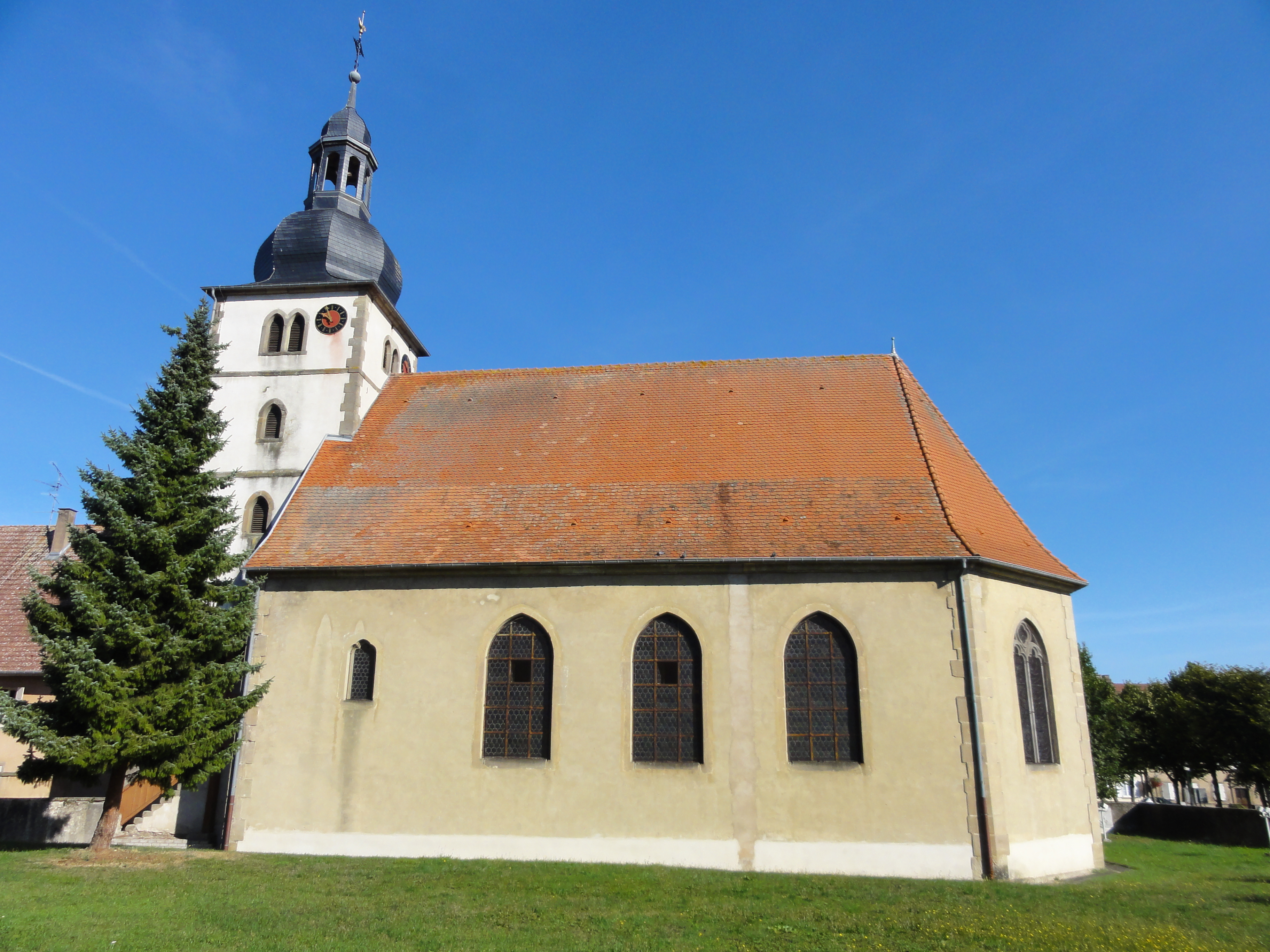
Église luthérienne.
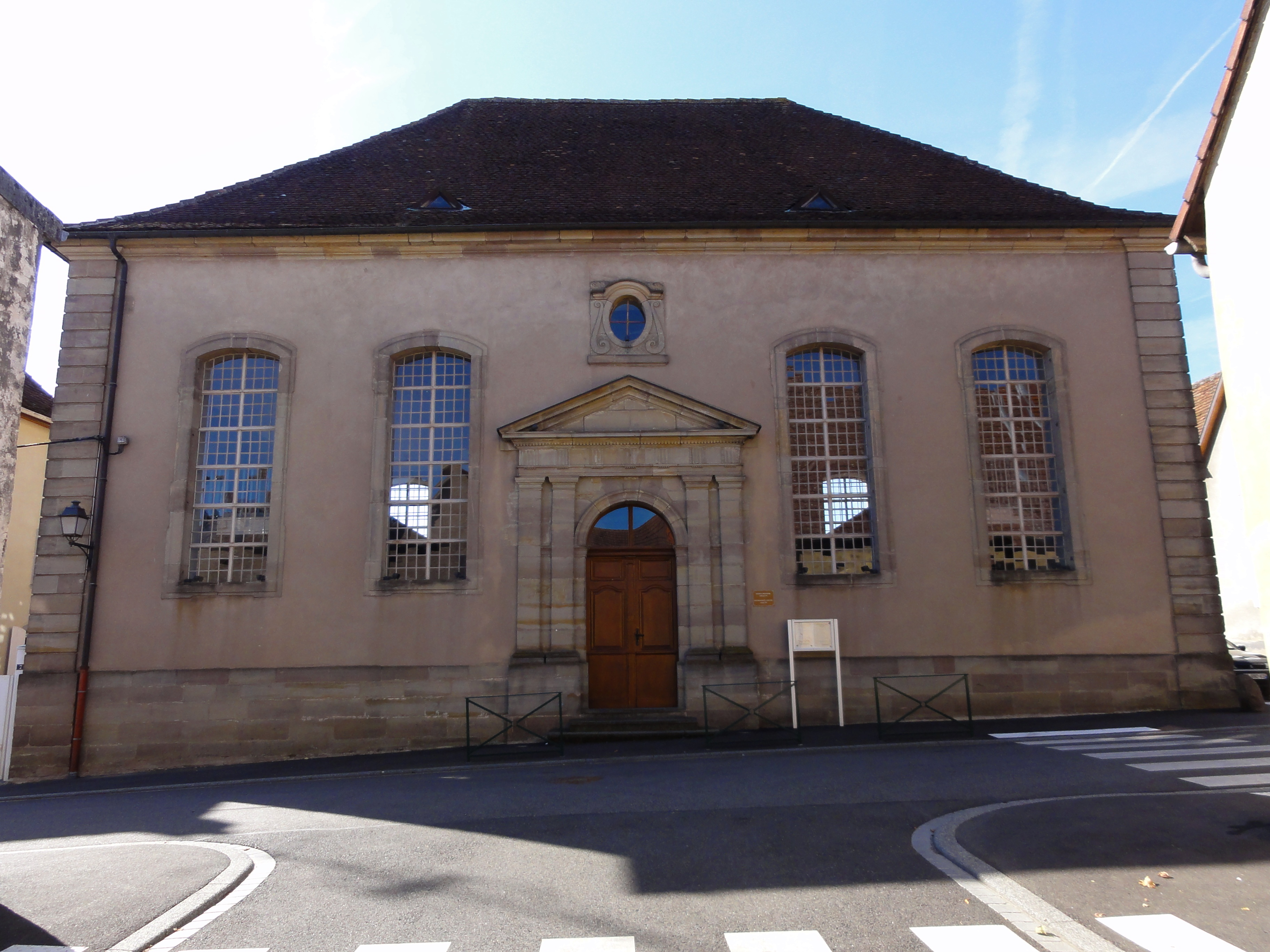
Ancien temple protestant réformé.
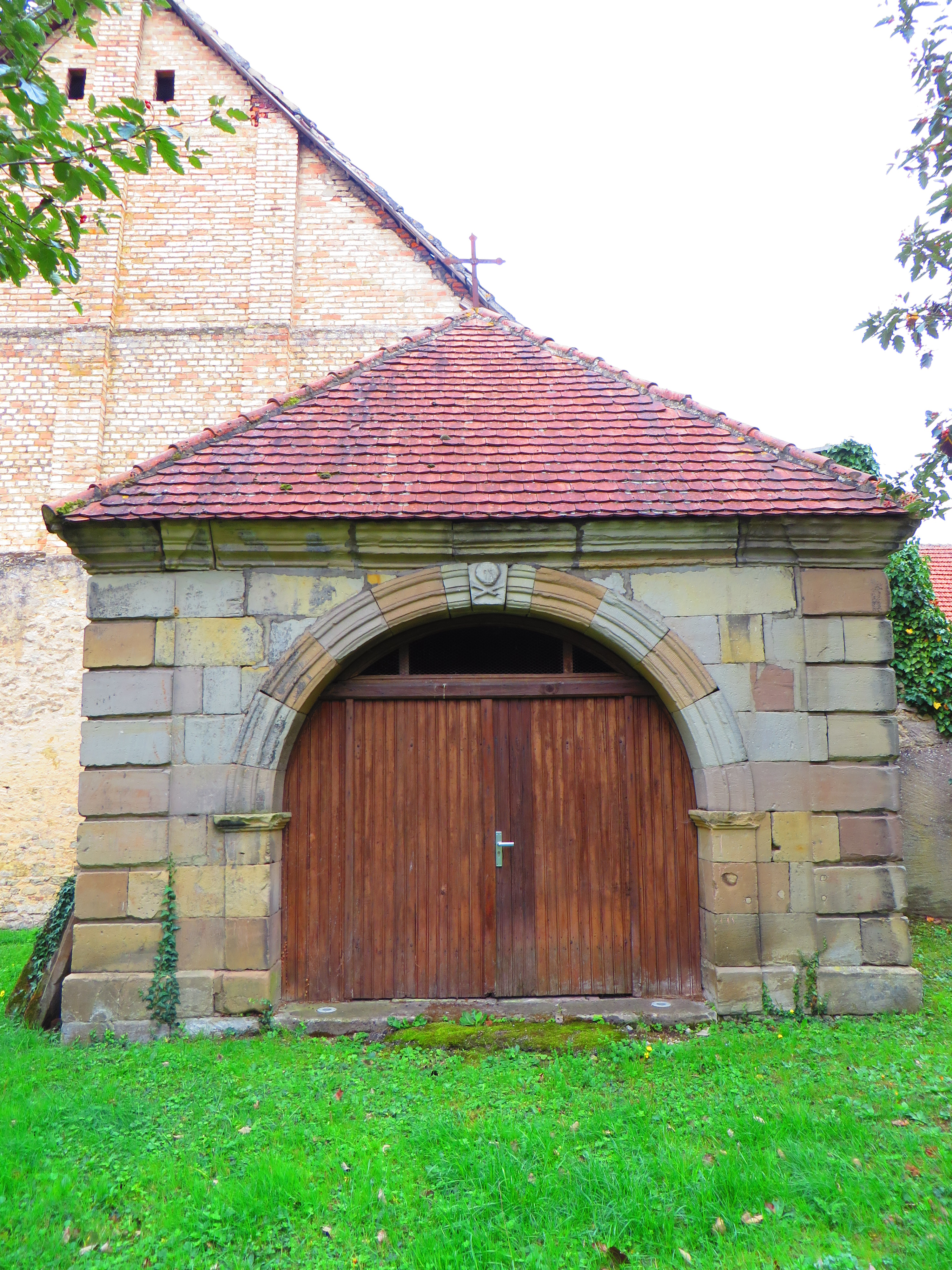
Ossuaire.
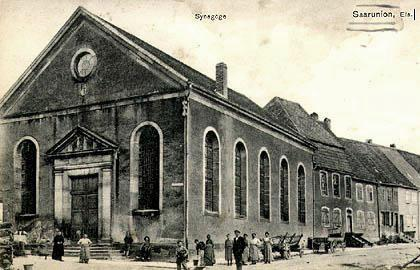
La synagogue vers 1900.
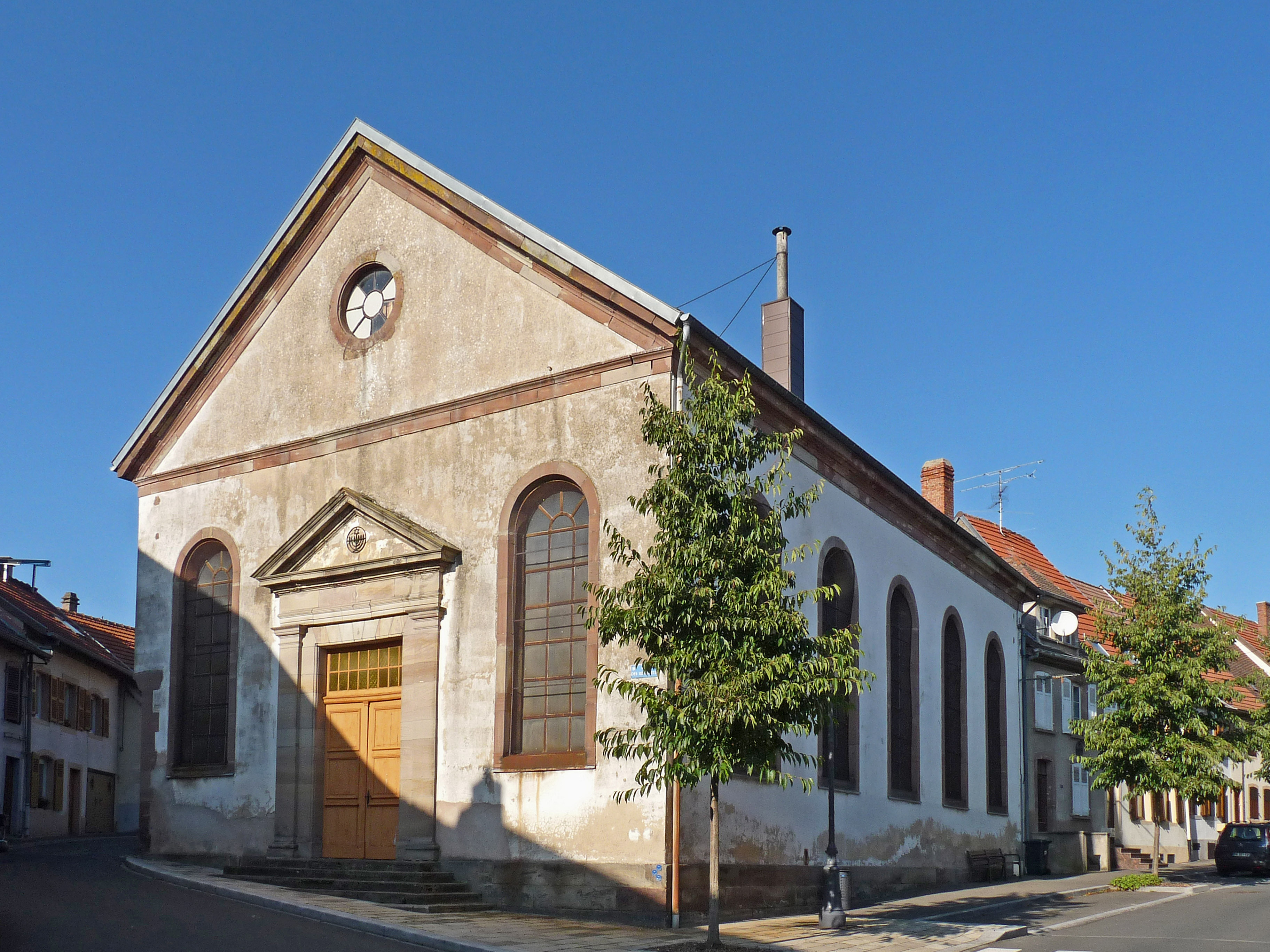
La synagogue reconstruite en 1950.
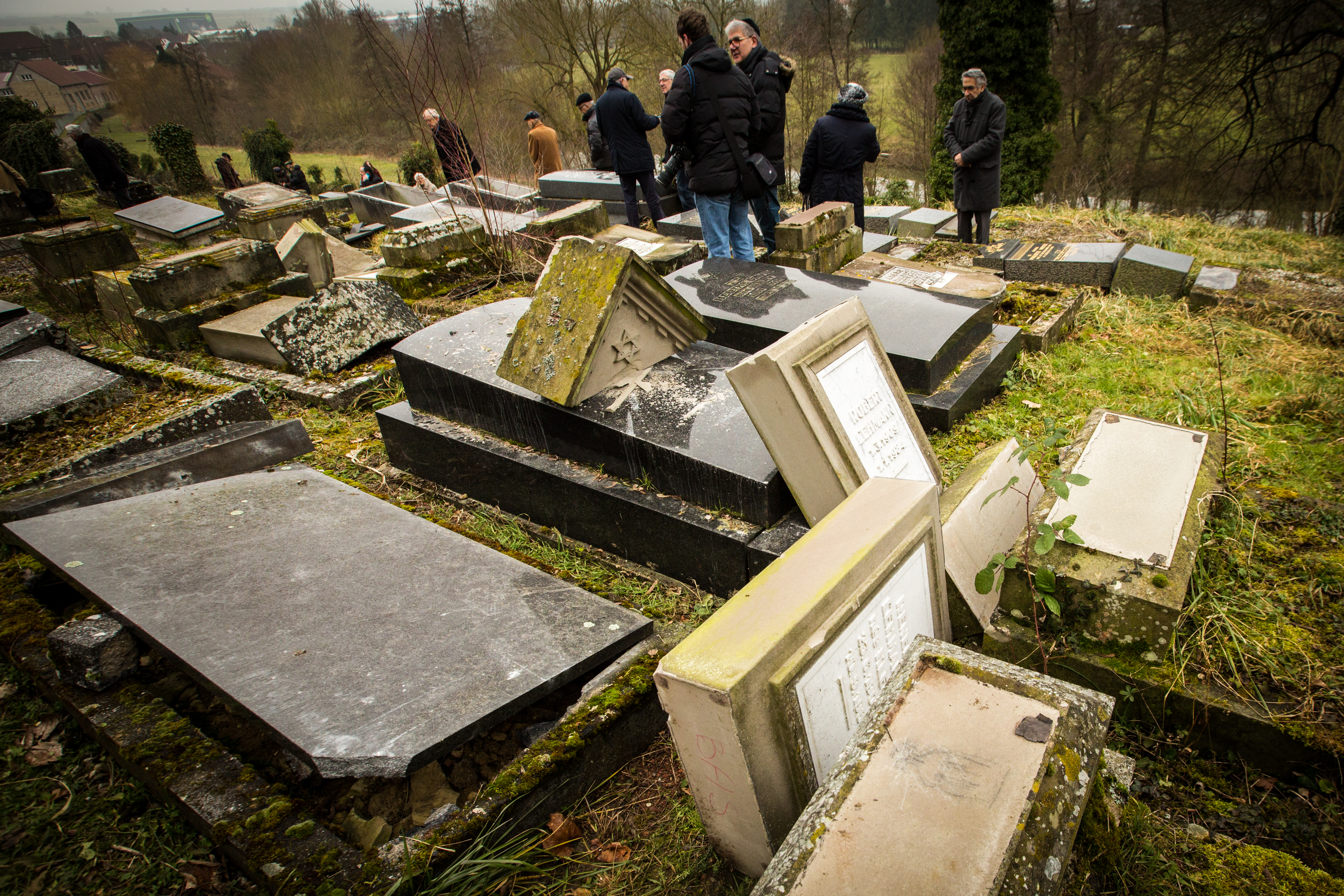
Après la profanation du cimetière juif de 2015.
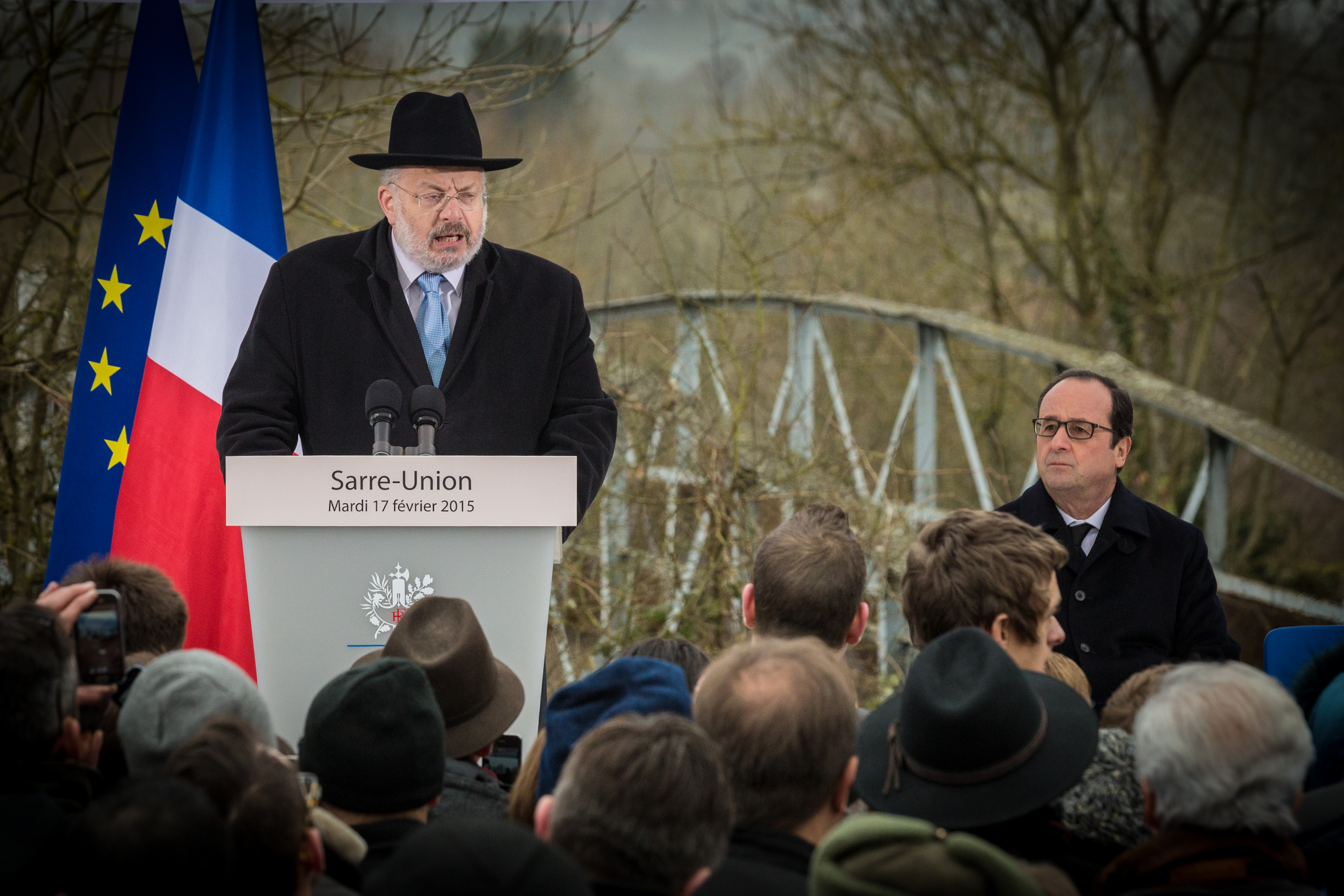
René Gutman et François Hollande le 17 février 2015 à Sarre-Union après la profanation du cimetière juif.

### Personnalités liées à la commune

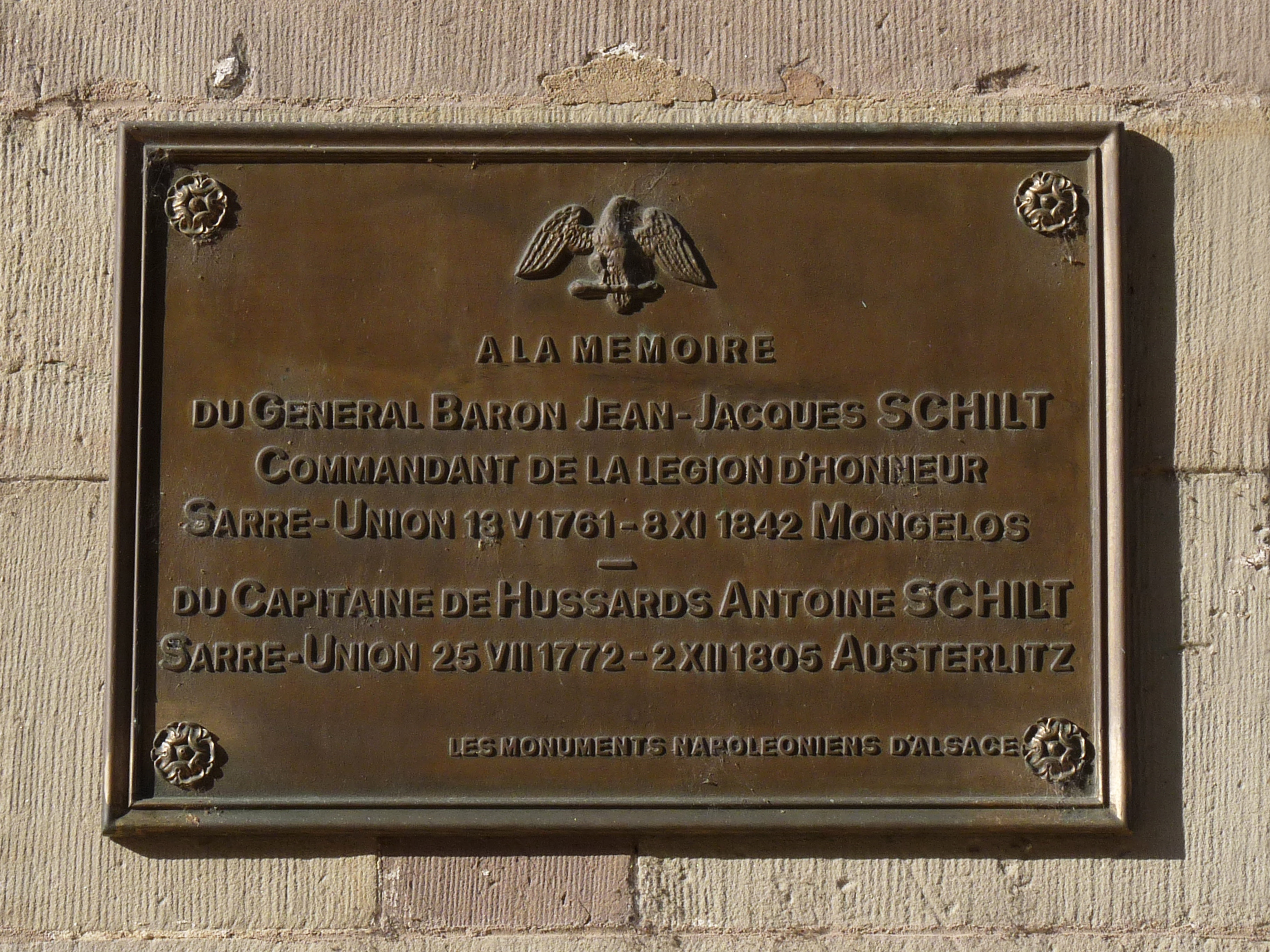
Plaque à la mémoire de Jean-Jacques et Antoine Schilt.

- Michel Eusèbe Mathias Betting de Lancastel (1797-1863), homme politique, y est né
- Victor Hamm (1884-1932), pilote français, pionnier de l'aéropostale, y est né.
- Georges Imbert, né à Niederstinzel en 1884 et décédé à Sarre-Union en 1950. Inventeur du gazogène à bois.
- Henri Karcher, né le 20 décembre 1748 à Sarre-Union (Bas-Rhin) et mort le 2 mars 1811 dans la même ville, homme politique.
- Le journaliste Théodore Karcher, né à Sarre-Union en 1821, mort à Paris le 6 avril 1885.
- Le sénateur Ferdinand de Langenhagen (1859-1917), né à Sarre-Union en 1859.
- Louis XIV, qui passa une nuit dans la cité en juillet 1683. À la suite de son séjour, il fit don aux habitants de la reconstruction des halles, aujourd'hui l'hôtel de ville[47],[164].
- François-Xavier Niessen, fondateur du Souvenir français à Neuilly en 1887, est originaire de la ville.
- Le général Virgile Schneider (1779-1847), ministre de la Guerre sous la monarchie de Juillet dans le deuxième gouvernement Soult du 12 mai 1839 au 1er mars 1840.
- Le général baron Jean Jacques Schilt, commandeur de la Légion d'honneur, né à Bouquenom le 13 mai 1761, mort à Mongelos le 8 novembre 1842.
- Le peintre, sculpteur et dessinateur Ernest Wittmann (1846-1921), né à Sarre-Union.

### Héraldique
| Blason de Sarre-Union | Blason  | D'azur à la bande ondée d'argent. |
| Blason de Sarre-Union | Détails |                                   |

## Pour approfondir